# ベルセルク (漫画)
『ベルセルク』（BERSERK）は、三浦建太郎による日本の漫画。白泉社発行の漫画誌『ヤングアニマル』にて連載中。単行本は当初はジェッツコミックスレーベルで刊行。レーベルがヤングアニマルコミックスに変更された後は38巻以降のレーベルはヤングアニマルコミックスになり、既刊も同レーベルで再刊された。

## 概要
中世ヨーロッパを下地にした「剣と魔法の世界」を舞台に、身の丈を超える巨大な剣を携えた剣士ガッツの復讐の旅を描いたダーク・ファンタジー。題名の『ベルセルク』は北欧神話の狂戦士伝説に由来する。
連載開始から5年前の1984年には既にアイディアがある程度温められており、三浦が森川ジョージのアシスタントに行った際に森川がスケッチブックを見ている。その後『ヤングアニマル』の前身である『月刊アニマルハウス』1989年10月号より不定期に連載開始した。その後、『ヤングアニマル』にて20年以上にわたって長期連載が続く。ただし、休載することも多く、その期間が年単位にわたったこともある。
細部にわたって緻密に描き込まれた重厚な画に加え、長大な俯瞰とモブシーンの多用、主要キャラクターの内面と感情的な繋がりを表現するストーリー、壮大な世界観が特徴である。日本国内のみならず海外でも単行本が出版され、世界中でも支持を集めている。2002年、第6回手塚治虫文化賞マンガ優秀賞を受賞。2023年9月時点で電子版を含めた全世界累計発行部数は約6000万部である。
他メディアへの展開としては、1997年に『剣風伝奇ベルセルク』と題してテレビアニメ化（アニメ＞テレビアニメ第1作を参照）。コンピューターゲームやトレーディングカードゲーム（#ゲームを参照）、劇場動画、登場人物の立体造形物、登場物品などを含む物品販売などが行われている。2011年、本作のすべての物語を映像化することを目的とした「ベルセルク・サーガプロジェクト」の一環で『黄金時代編』を3部構成の劇場アニメとして製作することが発表され、2012年から2013年にかけて随時公開された（アニメ＞劇場アニメを参照）。
映画3部作完結後はしばらく動きがなかったが、2015年12月25日に「アニメ新プロジェクト」が立ち上がり、2016年7月から同年9月までテレビアニメ第2作が放送され（アニメ＞テレビアニメ第2作を参照）、2017年4月から6月までその第2期「次篇」が放送された。

### 作者の死去と関係者による連載再開
作者の三浦は、休載期間中も原稿を描き続けて過労に陥るほどの作業を続けており、掲載誌の巻末コメントで自身の体調に関する不安をたびたび述べ、「死ぬまでに頭の中を全て出せるのか」など完結に対する危惧を自ら語っていたが、自身が危惧していた通り三浦は2021年に急逝した。逝去後、同年9月10日発売の『ヤングアニマル』18号に第364話が掲載された。
翌2022年6月7日に、三浦の親友で、生前の三浦より完結までの全てのストーリーを聞かされていた唯一の人物である漫画家の森恒二の監修のもと、三浦の弟子が所属しているスタジオ我画が作画を行い、『ヤングアニマル』2022年13号より連載が再開されることが発表され、6月24日から連載再開された。
森が最終回までの展開を聞かされたのは、約30年前に三浦からネームの相談で呼び出され、仕事場に1週間軟禁された時だった。その時にストーリーがほぼ最終回まで完成し、それからはほとんど変更なく完成したあらすじ通りに物語は進んでいたという。内容については三浦が森に語ったエピソードのみを伝え、肉付けやはっきり覚えていないエピソードはやらない予定である。また『ヤングアニマル』編集部によれば、三浦が描いた構想メモとキャラクターデザインが発見されたという。
再開後は「原作・三浦建太郎、漫画・スタジオ我画、監修・森恒二」のクレジットで連載されている。

## あらすじ

### 黒い剣士（1 - 3巻）
身の丈を超える巨大な剣や大砲を仕込んだ義手など様々な武器を手に、ひとりゴッド・ハンドを探し出す旅を続ける「黒い剣士」ガッツ。行き掛かり上共に旅をすることになった妖精パックと共に、各地で人々を脅かしている使徒を追い、狂戦士のような戦いを繰り広げる。本作の序章。

### 黄金時代（3 - 14巻）
序章から時を遡り、ガッツの生い立ちから鷹の団での青春時代、「蝕」、復讐の旅に出るまでを描く。
死んだ母親の骸から泥の中に産み落とされたガッツは、偶然通りかかった傭兵団に拾われ、過酷な環境の中で育ての親から剣術を教えられ、幼いころから戦士として戦場で生きていく。ある日、育ての父を殺害してしまったガッツは傭兵団を脱走、流れの傭兵として各地の戦場を転々とする生活を送るようになる。そんなある時、ある城での攻防戦において凄腕の騎士を倒したガッツに、傭兵団「鷹の団」団長グリフィスが目を留める。
グリフィスとの決闘に敗れ、鷹の団に入団して3年。ガッツは切り込み隊隊長として、ミッドランド正規軍となった鷹の団の百年戦争での武勲の数々を支えていた。グリフィスを始め、かけがえのない仲間を得、剣士としても百人斬りを成し遂げるほどに成長したガッツだったが、やがてただ闇雲に剣を振るいグリフィスの言うままに人を殺めてきただけの自分の人生に疑問を持つようになる。そしてグリフィスがシャルロット王女に投げかけたある言葉をきっかけに、自分の生きる道を自らの手で見出す決意を固める。
百年戦争終結後、グリフィスと真に対等な友になるため、ガッツはグリフィスとの決闘を制し鷹の団を抜けた。ガッツの退団で心の支えを失い、自暴自棄になったグリフィスは王女と姦通、そのことが国王の逆鱗に触れて地下に監禁され、鷹の団は逆賊としてミッドランドから追われることとなった。1年後、武者修行に区切りをつけたガッツは鷹の団の受難を知り、流浪する鷹の団に戻り、王女の手助けを得てグリフィスを牢獄から救出。しかしグリフィスは、度重なる拷問の末に廃人同然となっており、最早鷹の団には存在意義すらなくなってしまった。自ら命を絶つことすらできず、絶望に苛まれるグリフィス。その時、真紅のベヘリットがゴッド・ハンドを現世に召喚した。

### 断罪篇（14 - 21巻）
序章終了後の時系列から物語は再開する。

#### ロスト・チルドレンの章
使徒狩りの旅に出てから2年。「霧の谷」付近で悪霊を狩ったガッツは、なりゆきで盗賊に襲われていた少女ジルを助ける。パックの姿を見て悲鳴を上げるジル。話によると、ジルの村は「霧の谷の妖精」の度重なる襲撃に遭い、家畜や大人がことごとく殺害され、子供は霧の谷へとさらわれているという。烙印の痛みにより妖精の正体を使徒と見抜き、ガッツは万全ではない体調を押して霧の谷へ向かう。

#### 縛鎖の章
黙示録の予言にある「闇の鷹」を追い、ファルネーゼ率いる聖鉄鎖騎士団がジルの村を訪れた。使徒らが狩り尽くされ死骸が山積する霧の谷の惨状を見た騎士団は、霧の谷を去ろうとしていたガッツを闇の鷹と見なし、取り囲んで捕縛する。

#### 生誕祭の章
世界中の人々が、世界を覆いつくす闇を光り輝く鷹が切り裂く夢を、一斉に眠りの中で見た。同じころ、聖鉄鎖騎士団の手を逃れ、キャスカの身に危険が迫っていることを感じ取ったガッツは、キャスカを預けていた鍛冶屋ゴドーの住処へと戻り、彼女の失踪を知る。ゴドーの手で鍛え直された剣や新しい武器と共に、キャスカを救うため、予言に聞かされた「盲目の羊の集う聖地」断罪の塔へ向かう。信者たちによって焚刑に処されかけていたキャスカを咄嗟の判断と連携で救助、そこに怪異が発生して多数の信者を飲み込み塔が崩壊した。夜の闇が消え、日の出の光に包まれる中、髑髏の騎士が指差す先には「世界の変わり目」となる現世に再転生したグリフィスが佇んでいた。

### 千年帝国の鷹（ミレニアム・ファルコン）篇（22 - 35巻）

#### 聖魔戦記の章
断罪の塔で受肉したグリフィスは、ゾッドら使徒を配下として新生鷹の団を率い、ミッドランドを蹂躙するクシャーンに対し解放戦争を挑んだ。一方ガッツは、ゴドーの鉱洞が破壊され安全な場所がなくなったキャスカを守るため、パックの故郷である妖精郷を目指す。旅の途中、ファルネーゼ、セルピコ、イシドロが一行に合流。そして霊樹の森で魔女シールケとその師フローラに出会い、彼らと共に悪霊と戦ううち、再びかけがえのない仲間を得たことを実感する。

#### 鷹都（ファルコニア）の章
新生鷹の団により焼き尽くされた霊樹の森を後にし妖精郷を目指す船の手配が必要となったガッツ一行は、貿易都市ヴリタニスへ赴く。法王庁教圏連合軍の出陣前夜祭に来襲したクシャーン妖獣兵を、新生鷹の団も入り乱れる激闘の末に撃退し、船旅に出帆するガッツ一行。一方、ガニシュカ大帝によって幽閉されていたシャルロットの身柄を奪還したグリフィスは、ミッドランド王国正規軍・新生鷹の団団長として各地のクシャーン帝国軍を撃破。魔都と化した首都ウィンダムを戦いの場に互いの国家存亡を賭して激突する。

### 幻造世界（ファンタジア）篇（35巻 - ）

#### 妖精島の章
グリフィスとガニシュカ大帝との対決に乱入してきた髑髏の騎士による剣の一閃によりガニシュカは消滅。直後、幽界と現世が混在した「幻造世界」が出現、その影響は洋上のガッツ一行にもおよぶ。海上にて一行を狙う海賊船と交戦、途中、辺鄙な離島へ寄港するも既に魔に憑かれた存在蠢く場となり離島の奥深くに据えられた古代の封印が崩れ、巨大な海神が暴れ狂う状況に巻き込まれる。海馬号乗員らとガッツの剣、島民唯一の生存者 少女イスマと突如現れた人魚の一群によって海神は葬り去られた。
人魚であったイスマの母とその仲間たちの案内を得て一行は妖精郷のある島に上陸するも島民の魔術師たちは島外からの侵入を拒む仕掛けを施していた。そのころ、旧鷹の団団員だったリッケルトは世界に突如として出現した怪物を振り切りつつ、命からがら辿り着いた王都ファルコニアで”影”の一端を垣間見、目の前に佇む「白い鷹」は過去の思い出と確信、現状に見切りをつけたリッケルトに暗殺の手が迫る中、亡き師ゴドーの養女で唯一の家族である義妹エリカと安住の地を求め、即席の仲間たちと共に王都を後にする。
上陸の妨害を排除し、妖精郷に辿り着いたガッツ一行は“花吹雪く王”と謁見を果たす。旅の目的でもあったキャスカの失われた心を取り戻すべくファルネーゼとシールケがキャスカの精神へと入り冒険に出発、心象世界に巣食う邪悪な概念を掃討したことで2年の時を経てキャスカが覚醒した。

#### 遠い日の春花
37巻収録。かつて流れの傭兵として旅していたガッツが初めて妖精と出会った際のエピソード。

## 登場人物
ガッツ
本作の主人公。鍛え抜かれた肉体で巨剣「ドラゴンころし」を振るい、怨敵「ゴッド・ハンド」へたどり着くため「使徒」たちを狩り続ける「黒い剣士」。
パック
黒い剣士時代からガッツと同行している少年型の妖精。
キャスカ
かつてガッツと反目しあったが、戦いの果てに結ばれた「愛する者」。「蝕」の際にゴッド・ハンド「フェムト」に犯されて心が壊れてしまい、今は夢と現の狭間に生きる。
ファルネーゼ
「黒い剣士」ガッツを追っていた貴族騎士団の少女。典型的な「無能のお頭」。やがてガッツの仲間として旅することになる。
セルピコ
ファルネーゼの従者。普段は陽気さを装っているが心に凶気を隠し持つ。また条件付きといえ、ガッツと剣を交えられるほどの戦闘力を密かに持っている実力者。ガッツの仲間として同行する。
イシドロ
最強の剣士になると息巻いて生まれた地を飛び出すも程なく先立つものが底をつき、生きるためにスリなどをして糊口をしのいでいた少年。ガッツとの出会いがキッカケで同行する。
シールケ
ガッツ一行が旅の途中で出会った幼い「魔女の弟子」。彼女もガッツの凶運に巻き込まれるかのように旅を共にすることになる。
イバレラ
シールケが常に連れている少女型の妖精。
グリフィス
「鷹の団」団長にしてガッツが追いつこうと足掻いている存在。知性戦闘力など全てにおいて完璧だったが魔に墜ち、後にゴッド・ハンド「フェムト」へと変貌する。特殊な儀式によって現世に受肉して「新生鷹の団」を結成する。再び「自分の国」を手に入れようと戦乱を巻き起こす。
ゾッド
数百年も戦場を渡り歩き戦っていると伝説でうたわれるほどの傭兵。その正体は「使徒」。受肉したグリフィスことフェムトへ真っ先に付き従い「新生鷹の団」の重鎮となる。
ソーニャ
「新生鷹の団」の一員で、「鷹の巫女」としてグリフィスを補佐している。

## 設定・用語

### 世界観
物語の舞台となるミッドランド王国を始め、大陸にある国々は、領土と信仰を巡り、何百年にわたって幾度と無く争いを続けている。太古はアニミズムが宗教の規範となっていたが、現在となっては法王庁を中心にした公認宗教やシャーマニズムや偶像崇拝が主流になっている。人間以外にも超自然的な生物が存在するが、現在ではほぼ姿を消している。
人間社会は完全な階級制度で、農奴制が取られ、政治および法権力は貴族など特権階級の専有となっている。諸国家は主に君主制で成り立っており、周辺諸国は封建体制を執っている。貿易商などの商品取引業や銀行業務は存在するが、銀行券および紙幣といったものは見られず、金貨や銀貨などが本位貨幣となっている。科学技術の面では、大砲や火薬はすでに開発されているが、携帯用銃器類はまだ普及しておらず、戦争では剣・槍・弓矢（ボウガン）などが主力兵器となっている。船は帆船が一般的。
法王庁教圏国が中世ヨーロッパをモデルとした風俗、クシャーン帝国は中世南アジアをモデルとした風俗を持つ。

### 世界
現世（うつよ）
肉体を持った生物が生活する物質世界、いわゆる「この世」。妖精や怪物の類は極一部の例外を除き、基本的には存在しない。幽界からの何らかの干渉が無い限り、物理法則に逆らった事象・現象が起こることはない。グリフィス受肉後から徐々に幽界に侵食されていく。
幽界（かくりよ）
現世と表裏一体となって存在する、死んだ人間の魂や伝説上の動物などが住まう精神世界、いわゆる「あの世」。幽界に属する者は、現世の生物のような物質的な実体は持たず、その実在を信じる者の前でだけ存在することになる。同質幽体が寄り集まって出来た「局（セフィラ）」と呼ばれる領域がいくつも存在し、また幾層もの深みも持っている。肉体を持った存在が踏み入ることは基本的に不可能。
深淵
幽界の深層に渦巻く思念の渦。地獄の一部と言われる。使徒など魔の存在、あるいは魔に係わった者が現世で死んだ場合、魂は渦に引き込まれて深淵を彷徨い続け、やがて個我を失い渦の一部となる。ここに多神教の神などもおり、さらに下にはゴッド・ハンドや使徒が、最も深い場所には「何か」がいる。
闇の領域（クリフォト）
幽界の領域のひとつ。獣鬼や巨鬼を無限に産み出す「闇の子宮」が深層に存在する。ゴッド・ハンド「スラン」の棲む局。
狭間の世界
現世と幽界が重なり合っている領域。通常現世と重なり合うのは、幽界の中でも最も浅い層に限られる。幽界であり同時に現世でもあるため、肉体を持った存在も踏み入ることができる。狭間では精神の力が物質に作用しやすい。魔術士は主にこの層を住処としている。生贄の烙印を刻まれた者は、常に狭間に立たされている。
霊樹の森、霊樹の館
巨木信仰の本尊で200年前に朽ちた樹が、現世での存在力が大きかったために狭間に姿を留めており、魔女フローラがそこに館を構え住処にしていた。樹には常に青葉が茂っており、周囲は冬でも暖かく、治癒の力もある。フローラによって森の周囲に結界が張られており、普通の人間は立ち入ることができない。
「宿り木」として世界樹より吸い上げた力で逆に幽界から現世への干渉を防ぐ「楔」として力ある魔術師に守られていたが、新生鷹の団による焼き討ちを受けて多くの森が失われた。
妖精郷（エルフヘルム）
伝説の大妖精「花吹雪く王」が治めるエルフの楽園。西海の孤島・スケリグ島にあるが、この島自体が狭間であるため、通常の手段ではたどり着けなかったが、後述の「幻造世界化」によって狭間から引き出された状態となり、通常の手段でも上陸可能となっている。イスマの母によれば、外界とは時間の流れが異なっており長くとどまれば外の世界から取り残されてしまう。妖精の他にも魔術士や人が大勢住んでいるという。

妖精縁の地
現世には、かつて妖精が棲んでいたとされる地域が点在している。作中で登場しているのは、ゴドーの鉱洞や霧の谷など。
霧の谷は、冬でも暖かく、一年中花が咲き、木々が実をつけている。
ゴドーの鉱洞は、妖精が去った後も山の気が湧いているため、悪霊の類は近づくことができなかった。そのためキャスカを保護する際に半ば閉じ込めていたが、グリフィスとゾッドが訪れた際に鉱洞は崩落して埋もれてしまう。
幻造世界（ファンタジア）
現世と幽界が完全に同一化した世界。トロール、オーガ、ヒュドラー、ドラゴン、ハーピー、ユニコーンなど、物語の中にしか登場しないと思われてきた伝説上の生物・怪物が、当たり前のように存在する。
グリフィス受肉により徐々に幽界に侵食されていた現世が、再転生を行った使徒ガニシュカに対する髑髏の騎士の喚び水の剣の一撃により、幽界のさらなる深淵へと繋がる扉が開かれ、それによって出現した。魔術師たちの間では「大幽界嘯（だいゆうかいしょう）」と呼称されている。
オド
オドとは、幽体が発する気のようなもの。オドを操ることは魔術の基本中の基本であり、魔術士はオドの流れを読むことで状況を把握することや、相手と自分のオドを繋げることで念話をするなどの、多彩な魔術を行使する。霊的磁力とも言われるように、似たオドを持つ幽体は寄り集まる傾向があり、幽界では闇の領域（クリフォト）や霊樹の館のような領域を形成する要因となっている。

### 器物・道具
大剣「ドラゴンころし」
ガッツが背に帯びる両刃の大剣。鉄板のように身幅が広く、斧の数倍もの厚みのある大きな刃を備え、その全長は成人男性の背丈を上回る。鍔は無く、柄は長め。作中で「それは剣というにはあまりに大きすぎた。大きく、ぶ厚く、重く、そして大雑把すぎた。それはまさに鉄塊だった」と語られる、ガッツの、ひいては本作の代名詞的存在となっている。
かつてゴドーが領主から「ドラゴンを撃ち殺せるような剣を献上しろ」と注文を受けた際に（華美な武器ばかりを要求する領主への皮肉を込めて）製作したものだが、破壊力のみを追求した結果、常人には持ち上げることすら不可能な重量となってしまい、長らく倉庫に死蔵されていた。ゴドーにとっては若気の至りを自戒するために残したものであったが、ガッツが使徒狩りの旅に出る際に偶然倉庫から発見し、以来ガッツの愛剣となった。その後、2年以上に渡って酷使され続けひどく刃こぼれしたため、死ぬ間際のゴドーによって鍛え直された。
甲冑を着た人間複数人を一振りでまとめて両断し、巨岩や巨大な大木も軽々と叩き斬ることができ、強力な使徒にも十二分に対抗することができる。武器としてだけでなく、その巨大さを活かした「盾」としても使用される。
髑髏の騎士によると、斬り倒した使徒や悪霊の怨念により鍛えられた結果、上位の霊的存在に対しても武器として通用するようになったという。実際に、スランの顕現体を入滅させ、ガニシュカ大帝にも傷をつけることができた。
「ドラゴンころし」は、エリカがリッケルトにこの剣を紹介した時の呼び名である。ゾッドからは「斬魔刀」と称されている。
義手砲
ガッツが左腕に装着している大砲内蔵の鋼鉄製義手。リッケルトが、ゴドーの武器庫にあった有り合わせの部品から製作した。外見は通常の義手だが、前腕部を小型大砲の砲身が構成している。

肘部分の金具、もしくは金具につないだ鎧の左肩口にある紐を引くと、義手の手首部分が動いて砲口が開き、砲弾が発射される。
常に携帯できる隠し武器であるだけでなく、使徒に対しても絶大な威力を発揮する。ただし砲弾は単発で、一度発射した後は火薬と弾丸を再装填しなければ使うことができない。
肘にあるバネが関節の役割を果たしているほか、掌部分に磁石が埋め込まれており、剣を握ることもできる。その頑丈さから盾としての役割を果たすこともあり、人間や弱い死霊相手なら撲殺することもできる。
連載当初は瓶入りの火薬と砲弾を別々に装填していたが、妖精島の章においてサボットで弾薬と火薬を固めたカートリッジを使用している描写がある。
大砲で敵を狙い撃ち、その反動を利用して別の敵にドラゴンころしで斬りつける戦法を使うこともあり、ゲーム版や原作でイシドロから「大砲回転斬り」と呼ばれている。
連射式ボウガン
ガッツの武器の一つ。ゴドーの武器庫にあったもので、義手に装着して本体上部に矢を装填し、右についた取っ手を回すと連射される。後にリッケルトの手で改良され、自動組み立て式となった。
投げナイフ
ガッツの武器の一つ。笹の葉に似た形状の小型のナイフ。投げ方のコツはかつてジュドーから教わった。また、ガッツは通常のナイフも一振り携帯している。
炸裂弾
ガッツの武器の一つ。製作者はリッケルト。新型ボウガンと共にリッケルトから渡された。擦過により導火線に着火、3つ数えた後に爆発する。イシドロが使用することもある。
ベヘリット
人間の眼・鼻・口のレリーフが乱雑に配置された、卵型の物体。人間の運命を司る「何か」が現世へ送ったもので、「魔法の石」「異界への喚び水」とも呼ばれる。
所有者が現世の力では贖い難い渇望・絶望に襲われた時、所有者の流した血によって発動し、パーツが正しい位置に配置され、目と口を大きく開いて血の涙を流し、叫び声をあげる。そして現世と幽界の深層を繋ぐ扉を開く鍵となり、ゴッド・ハンドが召喚され、「降魔の儀」が行われる。
ただの物体ではなく生きており、時々瞼や口を開いたり、手荒く扱うと冷汗をかいたり落涙したりする。また、使徒やゴッド・ハンドの引き起こした超常現象に共鳴して小刻みに震えたり、目鼻が正しい位置に配置され表情を作ったりする。
因果律によって選ばれた者が様々な形で手に入れることになり、たとえ紛失しても然るべき時に然るべき者の手に必ず戻る。逆に因果律に選ばれていない者が入手しても何事も起こらず、やがて手元を離れてゆく。また、ゴッド・ハンドを意図的に呼び出すこともできない。
ガッツが伯爵から入手し、パックが玩具にしているベヘリット「ベッチー」は、チーズが好物であるという。
覇王の卵
ゴッド・ハンドに転生する資格がある者のみが手にすることができる、真紅のベヘリット。216年に一度現世に出現し、生贄と自らの肉体を引き換えにゴッド・ハンドへと転生させる。覇王の卵の呼応時には、日蝕をともなう。
喚び水の剣
髑髏の騎士が使徒から奪ったべへリットを飲み込み、自らの体内で作り上げた異形の剣。無数のベヘリットが溶解し、刀身となっている。髑髏の騎士はこの剣の制作のために、ベヘリットを回収し続けていた。通常では入れない幽界への入り口を開くことができるほか、空間を切ってワープすることもできる。ゴッド・ハンドを葬るための切札として準備しているものだという。
魔子宮
呪術師ダイバが製作した人造のベヘリットとも言うべき「転生器」。クシャーン妖獣兵団の鬼兵を生み出すために使用されていた。使徒の体が生きたまま繋ぎ合わされており、外見は魔物と人の肉体が溶解し混ざり合った巨大な肉の塊で、内部は羊水で満たされている。妊娠した状態の人間の女性を羊水の中に入れると、魔を宿した鬼の子が母親の体を食い破って生まれてくる（クシャーン軍は侵略・蹂躙した先で捕虜にした女性を強姦や輪姦で無理矢理妊娠させた上で使っていた）。使徒の再転生もでき、その際には周囲の生物の命を吸い込む。ガニシュカ自らが入って再転生すると共に崩壊し、魔子宮は失われた。

戦輪（チャクラム）
バーキラカの武器のひとつ。縁が鋭利な刃物となっている、掌大の大きさの金属の輪。投擲して用いる武器で、空中で軌道を自在に変えることができる。
ウルミン
バーキラカの武器のひとつ。布状の長く薄い刃で、非常に軽く、鞭のように大きくしなる。実在するカラリパヤットの武具で、ウルミンとは「雷鳴」の意。
妖精の鱗粉
妖精の羽の鱗粉。即効性の鎮痛・止血作用がある。また長く妖精と共にいると、鱗粉の作用で多少の裂傷なら傷跡も無くすぐに治癒するようになる。人間社会の中でもわずかながら流通している。
悪女の軟膏
アーモンドオイル、セロリ、ベラドンナ、トリカブトなどを調合した麻酔薬。体に塗布すると五感が鈍くなり、幽体を知覚しやすくなる。
銀の鎖帷子・ナイフ
銀製の武具・防具。銀の鎖帷子には悪霊を寄せ付けない効果があり、銀のナイフで切りつけられた悪霊は深刻な傷を負う。霊樹の館でファルネーゼとキャスカに授けられた。
作中では魔術とは関係ない技術で作られた銀製品（燭台など）でも、そこそこの効果を発揮している。
聖別した木の実
実が房状になった小さな木の実。魔物に投げつけると瞬間的に拒否反応を起す。霊樹の館でイシドロに授けられた。

#### 魔法の呪物
魔術士が製作する、精霊の力が宿った道具。魔術士でなくとも使うことができる物もある。
ゴーレム
泥人形。核となっている小さな人形を、泥が覆うように包み込んで人の形を象っている。人形を抜き取られたり破壊されたりしない限り、地面から泥を注ぎ足して何度でも再生する。魔術師の使役として用いられる。
シルフェの剣・フード
風の元素霊・シルフェの加護を授かった魔法の呪物。剣は、大鷲の羽で作られた刃と、森で一番高い枝に生えた宿木で作られた柄からなり、見た目は「大きな羽ぼうき」。旋風を巻き起こし離れた敵を切り裂くことができる。フードは、周囲に風を起こして着用者の身を守るほか、風に乗って大きく跳躍することもできる。霊樹の館でセルピコに授けられた。
サラマンデルの短剣
火の元素霊・サラマンデルの加護を授かった短剣。超高温の溶岩を魔術で短剣にしたもので、切り口が激しく燃焼する。火種の代わりは当然として明かりにも使用可能。サラマンデルの気性が激しいため、制御はやや困難である。霊樹の館でイシドロに授けられた。
念話の指輪
指輪をしている者同士の意思を双方向で伝達する。魔術を会得していない者でも使用できる。シールケが自身の髪の毛から製作したもので、ガッツ一行は全員装着している。
棘の蛇
肉体を持った怪物対策にシールケの作った使い魔。棘の蔓の先端に袋が括りつけられた形をしており、敵を捕縛する。蛇と対になった棘の指環を持つ者の命令で動く。シールケ曰く「有り合わせの代物」だが、結構強力でファルネーゼが使用。
狂戦士の甲冑
妖精郷に住まう鉱精（ドワーフ）の鍛冶師ハーナルが製作した呪いの甲冑。着用した者の深層に眠っていた怨念を引きずり出して激情を起こさせ、その怒りから全身の痛覚を麻痺させて肉体の持つ力を限界まで引き出し、使徒を一方的に殺戮するほどの超人的な力を発揮させる。
その一方で着用者の心身にはとてつもない負荷が襲いかかり、肉体は著しく損傷する。また、甲冑の力に自我が飲み込まれた場合、敵味方関係なく周囲を殲滅するか、着用者が絶命するまで戦いを止めない。着用者の肉体が戦闘中に骨折などで損傷した場合は、甲冑の内側から鋼の棘が食い込んで粉砕した肉体を外部から整復・固定し、戦闘を継続させる。劇中ではその強烈な力の反動で、白髪化、指の震え、色覚異常、味覚障害、視野狭窄などの症状がガッツの肉体に現れた。髑髏の騎士によれば、使い続ければ症状は進行していくという。また、製作者のハーナルによると、着用者が使い込んだとしても使い熟しているとは限らず、逆に着用者を喰らい尽くす為に取り憑いていた事になりかねないとの事。
サイズや形状は、着用者に合わせて変化する。普段は兜と篭手の部分は存在しないが、甲冑の力を発動させると具現化し、それぞれ頭と前腕を覆う。篭手はガッツの義手とも一体化し、生身のころと遜色ないレベルで動かせる他、義手の大砲も使用できる。兜は元々髑髏のようなデザインだったが、ガッツが着用してからは、劇中にたびたび登場するガッツの激情・怨念が具現化した獣の頭部のような形に変化している。
かつて髑髏の騎士が着用していたもので、フローラの手により霊樹の館の宝物庫に厳重に封印されていた。新生鷹の団のグルンベルドが館を襲撃した時にガッツに譲り渡され、以来ガッツの新たな鎧となる。

### 国家
ミッドランド王国
本作の舞台となっている王国。法王庁教圏国。首都は城塞都市ウィンダム。西方にシェト、南方にルミアスを領地に持つ。紋章は、太陽、星、稲妻、三日月の中央に王冠が乗った塔。国名は「中央の地」を意味している。東にチューダー帝国が接し、さらに東の山脈の彼方にはクシャーン帝国がある。内陸国もしくはその傾向が強く、本編において海洋や船、港の存在がミッドランド国内で描かれたことはない。
1000年前に大陸全土を掌握した伝説の覇王・ガイゼリックが建国した国家。ガイゼリックにより幽閉され拷問を受けていた賢者が、民衆に強いた圧政などガイゼリックの罪を神に訴え、その所業を見かねた神が遣わした5人あるいは4人の天使が雷と地震によって都を一夜にして破壊、その後に再建されたものが現在のミッドランドとされている。天変地異により地中へと没した都は、死都（ネクロポリス）として「再生の塔」地下にそのままの形で眠っているという伝説もある。
ミッドランド王家は、ガイゼリックに連なる血統を持つとされている。現在は第2・第3王位継承者が死亡し国王が逝去したため、王位継承権を持つのは国王の実娘のみとなっている。
隣国のチューダー帝国と繰り広げていた百年戦争は、鷹の団の活躍によって協定が結ばれ休戦となった。国王亡き後、クシャーン帝国の侵攻に遭い、国家存亡の危機に陥っていた。
ファルコニア
クシャーン帝国軍撃破直後、ミッドランド・ウィンダムの地に突如として出現した荘厳な大城塞。魔物を寄せ付けず実り多い穀物畑が周囲に広がり、膨大な数の難民の受け入れを行っている。随所に鷹の意匠を取り入れた巨大な建造物が聳え立ち、特に宮殿は建築様式や大きさでも隔絶している。宮殿の背後には巨大な黒色の球体からなる建物「万魔殿」が控え、戦魔兵たちの巣窟となっている。

チューダー帝国
ミッドランド王国の東にある大国。法王庁教圏国。難攻不落と謳われたドルドレイ要塞をミッドランド王国から奪い、百年戦争を繰り広げミッドランド王国を脅かし続けていた。百年戦争終結後、皇位継承を巡る内紛により混乱状態に陥り、しばらく表舞台には登場しなかったが、ミッドランド王国へのクシャーン侵攻に際して、法王庁教圏の国々と共に大軍勢を派遣した。騎士団の甲冑は重厚かつ独特のデザインをしており、軍馬は毛足の長い大型品種（重種）が多用されている。イースの王族であるロデリックの戦歴から軍船を複数保有していることが言及されている。
クシャーン帝国
ミッドランド王国東方の山脈の彼方に広がる、地上で最も広い領土を持つ国家。紋章は魔眼。かつては多くの部族を制圧し、領土を拡大し続けていた。港湾都市ヴリタニスを過去の歴史の一時期には占拠していたとされ、法王庁教圏連合軍との戦いの際に軍船も使って侵攻している。法王庁とは異なる多神教を唱え、圧倒的な軍事力に加え、独特の体系の魔術と、異形の兵士を武器に地上の制圧を目論む。百年戦争時には暗殺者集団を斥候に出すのみだった。その後、大神官への神託により、国王の崩御に合わせるように侵攻を開始、首都ウィンダムを占拠し、ミッドランド全土を制圧下に置く。さらに法王庁教圏連合軍を殲滅せんと大軍勢をもってヴリタニスに攻め寄せるも、新生鷹の団に敗れる。ウィンダムで魔獣と化した大帝と新生鷹の団の決戦の結果、遠征軍は壊滅した。
イース国
北方にある辺境の島国。長年培った造船技術・操船術を誇る海洋国家。他国の干渉を拒み、閉鎖的な政策を執っている。法王庁教圏下にあるが、教派が異なることもあり、対クシャーン戦では積極的な派兵を行っていない。

### 勢力・組織
鷹の団
グリフィスが結成した傭兵団。当初は盗賊紛いの寄せ集め集団に過ぎなかったが、グリフィスの指揮のもと次第に傭兵団として纏まっていき、やがて「戦場の死神」の異名を取る常勝無敗の精鋭部隊となった。
百年戦争においてミッドランド軍の一員として数々の武勲を挙げ、ミッドランド王国正規騎士団として認定。百年戦争終結時には軍の最高位である「白の称号」を与えられ「白凰騎士団」となる予定だったが、グリフィスがシャルロット王女と密通したことに憤慨した国王によって監禁されたことで、逆賊として王都を追放され、1年におよぶ流浪の果てに、グリフィスの起こした降魔の儀によって消滅した。生存者は、降魔の儀から逃れたガッツとキャスカ、グリフィス救出別働隊の隊長として本隊を離れていたリッケルトのみ（別働隊も蝕に呼応して集まってきた使徒たちの襲撃でリッケルト以外は全滅。水汲みに行っていたために使徒の第一撃を逃れたリッケルトは髑髏の騎士に救われて九死に一生を得た）。
新生鷹の団
転生したグリフィスの手で再結成された騎士団。伝説的な勇者たちが多く集う「神話の領域にあるような兵団」である。軍人だけでなく一般人も随伴しており、構成員にはクシャーンからの恭順者などミッドランド人以外の人種もいる。さらに世界中のほぼ全ての使徒が「戦魔兵」として集結しており、幹部も使徒で構成されている。現ミッドランド王国正規軍。
黒犬騎士団
ミッドランド騎士団のひとつ。腕利きの囚人で構成されており、華々しい戦果を挙げる一方、破壊・虐殺・略奪・強姦などあまりの残虐行為の数々によって「ミッドランドの恥部」と呼ばれて忌避され、鷹の団追撃を命じられるまで辺境へ配属されていた。
クシャーン帝国軍
歩兵、騎兵といった通常の陸軍のほか、武装した巨象の周囲に兵士を配した「戦象部隊」、術者が念で魔獣を操る「妖獣兵団」などからなる。
バーキラカ
暗殺を生業とする一族。一つ目の紋章と、数々の特殊な武器や暗殺・戦闘術を持っている。かつてクシャーン帝国の王位争いに敗れた皇族に荷担し、奴隷階級へと落とされて国を追われた。数百年来の悲願である帝国への正式な復帰を目指し、クシャーンのミッドランド侵攻に加担している。

法王庁
本作の世界に広く信仰されている一神教の教会組織。地上における唯一の神の代弁者として黙示録および怪異を精査する奇蹟認定局や、邪教徒や背信者の調査・処刑を行う異端審問官などの役職がある。民衆の信仰を集める一方、法王庁による執政・政策に異議を唱える者もいる。離婚は宗教上禁忌となっている模様。
法王庁教圏には、ミッドランド王国やチューダー帝国のほか、バルデン王国、モルガル公国、ワラトリア公国、ランデル共和国、パネリア同盟諸国などがある。
聖鉄鎖騎士団（せいてっさきしだん）
法王庁直属の騎士団。富裕層の子女から構成されているが実戦経験は無く、「おぼっちゃま騎士団」と呼ばれている。団長は乙女に限ると規定されている。紋章は×字状に交叉した鎖。断罪の塔での模蝕に巻き込まれる形で大半の団員が死亡し事実上、壊滅してしまった。
ファルネーゼはガッツの一行に加わる前に団長を務めていたが、断罪の塔での出来事をきっかけに出奔する形で脱退。同時に僧籍を捨てて還俗した。

ヴァンディミオン家
銀行業務、貿易による商品取引業を生業とする資産家で大富豪の一族。法王庁の財務管理を一手に受け持ち、列強国への軍資金を出資している。
邪教
雄山羊の頭部を持つ神像の前で、多数の男女の信者が性交により快楽に浸る儀式を行う宗教。儀式には幻覚作用のある薬が使用されている。入信の際人間の肉が入ったスープを飲まされ、入信せずに儀式の場から離れようとすると密告者として殺害される。

### 種族
人間
現世に住まう種族。宗教・人種によっていくつもの国家に分かれ、互いに争いを繰り返している。
妖精（エルフ）
人間の掌に乗る小さな体に羽根を持つ妖精。悪戯好きな気紛れな存在で、人を幸福にする力もあるとされ様々な気を感じる能力を持っている。人間社会の強い通念を持つ者には認識できないが、触られた時の感覚はある。妖精の住処は霊的な加護を持っており、魔の者は容易に近づけない。
羽精（ピスキー）
風の元素霊（シルフェ）を先祖に持つ妖精の一族。お調子者が多い。
鉱精（ドワーフ）
手先が器用で細工・工芸に秀で、掘削も得意な妖精の一族。地中もしくは鉱山の坑内に住むとされる。呪物「狂戦士の甲冑」を作った種族とされる。

魔術士
幽界に干渉して様々な精霊の力を借り、超自然的な現象を起こす存在。かつては現世の人間たちのためにその力を使っていたが、現在は排斥され人間社会から姿を消し、主に妖精郷など狭間で生活を営んでる。一部には組織立った行動を取る者や、魔道を中心とした国家設立を望む者もいる。魔術師の幽界での体は「光体」と呼ばれる。
ゴッド・ハンド
216年周期で真紅のベヘリット「覇王の卵」によって人間から転生した、幽界の最深奥に存在する「何か」の意思を執行する存在たち。「守護天使」とも呼ばれる。すべての使徒を統べ、数々の超常的な能力も誇っている。普段は巨大な思念体として幽界の深層の各々の局に漂っているが、ベヘリットが発動すると異空間をともない現世に召喚され、「降魔の儀」を行って人間を使徒に転生させる。1000年に一度ゴッド・ハンドの1人が受肉し、現世に出現する。
使徒
降魔の儀によって人間から転生した怪物。ゴッド・ハンドの下僕で、彼らには本能的に逆らうことが難しい。唯一の戒律は「自らの望むままを行う」こと。外見や能力はそれぞれ大きく異なっている。
普段は人間の姿をしている者が多く、様々な形で人間社会を脅かしながら生活している。人間の姿をしている時も常人より遥かに高い戦闘能力を発揮するが、本性を現した時は戦闘力がさらに増加する。一部の使徒は、普通の人間を「使徒もどき」に変えることもできる。強力な再生力を持ち不老であるが、急所を破壊されるか、再生が追い付かないほどの重傷を負わされた場合は死に至り、絶命すると転生前の姿に戻る。
使徒擬（もどき）
使徒の力によって怪物に変えられた人間。もどきを作る能力を持つ使徒はごく一部に限られており、その手法も使徒によって異なる。戦闘力は使徒に劣り、基本的に自我を持たず主人の命令に従うだけの存在である。使徒と同じく、死ぬと直ぐ人間の姿に戻る。
死霊
死んだ人間の幽体、残留思念。幽界の浅い層を彷徨っており、夜になると活発に活動する。昼間活動しないわけではないが、非常に弱い。生贄の烙印に直接群がることもあれば、周囲の生き物や死骸、自然物などに憑依して襲い掛かることもある。悪霊に憑依された生き物は、普段からは考えられないような力を出す。火と太陽に弱い。
夢魔（インキュバス）
人に悪夢を植え付け、その恐怖を喰らう悪霊。怨念を残して死んだ人間の血と性液が混じり合って生まれる。

獣鬼（トロール）
直立歩行する獣。簡単な道具を使う程度の知能はある。極めて貪食で、人間や動物を襲うだけでなく、共喰いも日常的に行っている。洞窟の中など暗い所を棲家とし、人間の女を攫って犯し繁殖する。クリフォトから生まれる。より高い知能を持つ一際大柄な個体が群れのボスとして君臨する。
巨鬼（オーグル）
顔面が前方へ異様にせり出した巨大な怪物。力任せの攻撃を行い、腕を切り落としても直ぐに接合する。トロールと同様にクリフォトから生まれる。
川馬（ケルピー）
馬の身体にカエルのような顔を持つ中位の水妖。水を自在に操る能力を持ち、旅人を川で溺れさせるという言い伝えがある。
鬼兵（ダーカ）
魔子宮によって人間の胎児からつくりだされたクシャーン妖獣兵団の主力兵。知能は低いが、常人を大きく凌ぐ膂力と死を恐れない蛮勇さを有する。死亡すると人間に戻る。
魔導生命体
魔術士が使役する使い魔の一種。動植物に何らかの霊体を宿すことで生み出される。宿った霊体の影響で異形化しているものもいる。クシャーン妖獣兵団の主力兵器で妖獣兵（ピシヤーチヤ）と呼ばれており、その中には海獣（マカラ）、飛獣（ガルダ）などがいる。死亡後は元の生物の姿に戻る。
塒神（クンダリーニ）
クシャーンの妖獣兵団最強の魔獣で多神教では神とも呼ばれる存在。魔術士の呪力によって水の元素霊（ウインデイヌ）たちを従えてつくりだされた。
精霊
あらゆる自然物を司る幽界の存在。四大元素を司る“元素霊”を始め、その土地土地に様々な精霊が宿っている。方角や戦場などといった抽象的な存在を司る精霊も存在する。上位の幽体は同族下位の元素霊を従えることができる。
元素霊（エレメンタル）
地・水・火・風（固体・液体・エネルギー・気体）の四大元素を司る精霊。自然物の働きは全て彼らの働きに共鳴しており、この世界のどこにでも存在する。明確な個我は持たない。
シルフェ
風を司る元素霊。羽虫のような姿をしている。羽精（ピスキー）の祖先にあたる。
サラマンデル
火を司る元素霊。トカゲのような姿をしている。気性が激しい。
ウインデイヌ
水を司る元素霊。人魚のような姿をしている。
ノーマ
地を司る元素霊。存在を言及されているのみで、現段階では詳細不明。
四方の王
幽界の深淵に存在する強力な力を持った4体の霊体。法王庁の教典には陸・海・空・火の「四方の守護天使」、風と東を司る「東の王」、火と南を司る「南の王」、水と西を司る「西の王」、地と北を司る「北の王」としてその存在が記されている。魔女は彼らの力を借り、悪霊を滅却する結界「四方の王の陣」を張ることができる。

### その他の設定・用語
降魔の儀
人間が使徒に転生するための儀式。ベヘリットによって召喚されたゴッド・ハンドによって行われ、「自らの半身とも呼べる最も大切なもの」を魔に捧げることで使徒に転生する。魔に捧げられた生贄は、体のどこかに生贄の烙印を刻まれる。
ベヘリットが発動すると異次元空間の扉が開き、そこを中心に黒く巨大な渦が発生する。216年周期で起きる「覇王の卵」によりゴッド・ハンドが誕生する降魔の儀は日食を伴い、「蝕」と呼ばれる。また1000年に一度、ゴッド・ハンドの1人が受肉する「模蝕」がある。
生贄の烙印
降魔の儀において生贄として捧げられた人間に刻まれる烙印。烙印を刻まれた者は、体や命だけでなくその断末魔までもが生贄として魔に捧げられる。降魔の儀を生き延びても烙印が消えることはなく、生贄を求める悪霊に永遠に付け狙われる。
烙印には魔の存在に感応する性質があり、使徒や悪霊が接近すると痛みをともない出血する。痛みは魔の強さに比例し、ゴッド・ハンドの場合は失神あるいは死に至るほどの激痛に襲われる。魔術師の作る護符によって、若干ではあるが魔を引き寄せる力を弱めることができる。

### 千年帝国の鷹篇 喪失花の章
マンドラゴラ
強い毒性も持つが、逆に強力な薬にもなる。緑の葉をつけ、土中から引き抜くと悲鳴を上げる。
マンドラゴラの大樹
マンドラゴラの中枢。大樹が死ぬとマンドラゴラ憑きに寄生しているマンドラゴラも朽ちて人間に戻る。

## 書誌情報

### 単行本
単行本14巻には、本作の原型となっている同名の短編が収録されている。作者が大学生時代に投稿したデビュー作で、第7回コミコミまんがスクール準入選作となり、『月刊コミコミ』（白泉社）1988年11月号に掲載された。設定やあらすじは本作の最初期に近いものとなっている。なお、第83話『深淵の神・2』は、欠番・未収録となっている。
- 三浦建太郎（42巻より原作）、スタジオ我画（42巻より作画）、森恒二（42巻より監修） 『ベルセルク』 白泉社〈ヤングアニマルコミックス→ジェッツコミックス[注 1]〉、既刊42巻（2023年9月29日現在）
  1. 1990年12月1日初版発行（1990年11月26日発売[10]）、ISBN 4-592-13574-1
  2. 1991年3月3日初版発行（1991年2月26日発売[11]）、ISBN 4-592-13575-X
  3. 1991年10月31日初版発行（1991年10月25日発売[12]）、ISBN 4-592-13576-8
  4. 1992年2月29日初版発行（1992年2月26日発売[13]）、ISBN 4-592-13577-6
  5. 1993年3月31日初版発行（1993年3月29日発売[14]）、ISBN 4-592-13578-4
  6. 1993年9月30日初版発行（1993年9月29日発売[15]）、ISBN 4-592-13579-2
  7. 1994年3月31日初版発行（1994年3月29日発売[16]）、ISBN 4-592-13580-6
  8. 1994年9月30日初版発行（1994年9月29日発売[17]）、ISBN 4-592-13690-X
  9. 1995年3月31日初版発行（1995年3月29日発売[18]）、ISBN 4-592-13691-8
  10. 1995年9月30日初版発行（1995年9月29日発売[19]）、ISBN 4-592-13692-6
  11. 1996年3月29日初版発行（同日発売[20]）、ISBN 4-592-13693-4
  12. 1996年9月30日初版発行（1996年9月27日発売[21]）、ISBN 4-592-13694-2
  13. 1997年3月31日初版発行（1997年3月28日発売[22]）、ISBN 4-592-13695-0
  14. 1997年9月30日初版発行（1997年9月29日発売[23]）、ISBN 4-592-13696-9
  15. 1998年1月30日初版発行（1998年1月29日発売[24]）、ISBN 4-592-13697-7
  16. 1998年8月31日初版発行（1998年8月26日発売[25]）、ISBN 4-592-13698-5
  17. 1999年4月5日初版発行（1999年3月29日発売[26]）、ISBN 4-592-13699-3
  18. 1999年10月5日初版発行（1999年10月1日発売[27]）、ISBN 4-592-13716-7
  19. 2000年4月5日初版発行（2000年3月29日発売[28]）、ISBN 4-592-13717-5
  20. 2000年11月5日初版発行（2000年10月27日発売[29]）、ISBN 4-592-13718-3
  21. 2001年6月5日初版発行（2001年5月29日発売[30]）、ISBN 4-592-13719-1
  22. 2001年12月24日初版発行（2001年12月19日発売[31]）、ISBN 4-592-13720-5
  23. 2002年7月5日初版発行（2002年6月28日発売[32]）、ISBN 4-592-13721-3
  24. 2002年12月24日初版発行（2002年12月19日発売[33]）、ISBN 4-592-13722-1
  25. 2003年7月5日初版発行（2003年6月27日発売[34]）、ISBN 4-592-13723-X
  26. 2003年12月24日初版発行（2003年12月19日発売[35]）、ISBN 4-592-13724-8
  27. 2004年8月5日初版発行（2004年7月29日発売[36]）、ISBN 4-592-13725-6
  28. 2005年3月5日初版発行（2005年2月28日発売[37]、ISBN 4-592-13726-4
  29. 2005年10月5日初版発行（2005年9月29日発売[38]）、ISBN 4-592-13727-2
  30. 2006年4月5日初版発行（2006年3月29日発売[39]）、ISBN 4-592-13728-0
  31. 2006年10月5日初版発行（2006年9月29日発売[40]）、ISBN 4-592-14431-7
  32. 2007年12月5日初版発行（2007年11月29日発売[41]）、ISBN 978-4-592-14432-8
  33. 2008年10月31日初版発行（2008年10月24日発売[42]）、ISBN 978-4-592-14433-5
  34. 2009年10月2日初版発行（2009年9月25日発売[43]）、ISBN 978-4-592-14434-2
  35. 2010年10月5日初版発行（2010年9月29日発売[44]）、ISBN 978-4-592-14435-9
  36. 2011年9月30日初版発行（2011年9月23日発売[45]）、ISBN 978-4-592-14436-6
  37. 2013年4月5日初版発行（2013年3月29日発売[46]）、ISBN 978-4-592-14437-3
  38. 2016年6月24日発売[47]、ISBN 978-4-592-14438-0
  39. 2017年6月23日発売[48]、ISBN 978-4-592-14439-7
  40. 2018年9月28日発売[49]、ISBN 978-4-592-14440-3
  41. 2021年12月24日発売[50]、ISBN 978-4-592-16691-7
    - 『キャンバスアート＆ドラマCD付き特装版』同日発売[51]、ISBN 978-4-592-10629-6

  42. 2023年9月29日発売[52]、ISBN 978-4-592-16692-4
    - 『ガッツ（狂戦士の甲冑）胸像フィギュア付き特装版』同日発売[53]、ISBN 978-4-592-10635-7

### コンビニコミック
- 三浦建太郎 『ベルセルク』 白泉社〈My Best Remix〉、全12巻
  1. 「【狂戦士ガッツ使徒狩り！】篇」、ISBN 978-4-592-84201-9
  2. 「【黒い剣士対欲望の守護天使】篇」、ISBN 978-4-592-84202-6
  3. 「【斬り込み隊長ガッツ / 鷹の団青春群像】篇」、ISBN 978-4-592-84203-3
  4. 「【大要塞攻略 / ガッツ旅立ち】篇」、ISBN 978-4-592-84204-0
  5. 「【忘れえぬ友/打ち砕かれた夢】篇」、ISBN 978-4-592-84205-7
  6. 「【ゴッド・ハンド降臨 / 黒い剣士誕生】篇」、ISBN 978-4-592-84206-4
  7. 「【子供たちの楽園築きし哀しき使徒】篇」、ISBN 978-4-592-84207-1
  8. 「【彷徨の剣士、明日なき渇仰の地へ】篇」、ISBN 978-4-592-84208-8
  9. 「【絶望と憎悪に満ちた完璧な世界の卵】篇」、ISBN 978-4-592-84209-5
  10. 「【グリフィス復活 / 千年帝国戦記】篇」、ISBN 978-4-592-84210-1
  11. 「【広がる狭間と真なる魔術の世界】篇」、ISBN 978-4-592-84211-8
  12. 「【狂戦士の甲冑 / ガッツ対使徒軍団】篇」、ISBN 978-4-592-84212-5

### 小説
- 三浦建太郎（原作） / 深見真（著） 『小説 ベルセルク 炎竜の騎士』 白泉社〈ヤングアニマルコミックス〉、2017年6月23日発売[54]、ISBN 978-4-592-16101-1

### その他書籍
公式本
- 『画集ベルセルク』 白泉社、1997年2月発行、ISBN 4-592-73138-7
- 『ベルセルク ポストカードブック WAR CRY 雄叫び』白泉社、1998年8月発行、ISBN 4-592-73152-2
- 『ベルセルク オフィシャルガイドブック』白泉社、2016年9月23日発売[55]、ISBN 978-4-592-14480-9
- 『Berserk剣風伝奇完全解析書』ヤングアニマル編集部、白泉社、1998年8月発行、ISBN 4-592-73157-3
  - アニメ版公式ガイドブック。
- 『ベルセルクビジュアル&ストーリーFILE―千年帝国の鷹篇喪失花の章』白泉社、1999年12月発行、ISBN 4-592-73169-7
  - ゲーム版公式設定資料集。
- 『映画ベルセルク ART BOOK キャラクター編』大誠社、2013年2月発行、ISBN 978-4-904835-77-7
- 『映画ベルセルク ART BOOK 美術編』大誠社、2013年5月発行、ISBN 978-4-904835-78-4

評論
- 『マンガ夜話 vol.8』 キネマ旬報社、2000年5月発行、ISBN 4-87376-540-4
  - BSマンガ夜話の内容をまとめたもの。『ベルセルク』と、ゆうきまさみ『機動警察パトレイバー』の2作を取り上げている。
- 「三浦建太郎特別インタビュー」
  - 藤本由香里『少女まんが魂　現在を映す少女まんが完全ガイド&インタビュー集』白泉社、2000年12月発行、ISBN 4-592-73178-6 所収

謎本
- 『「ベルセルク」の謎』 「鷹の団」再建委員会、文化創作出版、1998年4月発行、ISBN 4-89387-163-3
- 『ベルセルク病巣解析書―罪深き欲望と憎悪』 大沼孝次、フットワーク出版、1998年9月発行、ISBN 4-87689-292-X
- 『ベルセルク 正気と狂気の構造』 水出弘一、フットワーク出版、2000年1月発行、ISBN 4-87689-345-4
- 『ベルセルク完全解析書―異常心理とダークな刺激の世界』 大沼孝次、フットワーク出版社、2000年2月発行、ISBN 4-87689-346-2
- 『ベルセルク深層心理分析書』 渡辺水央、フットワーク出版、2000年12月発行、ISBN 4-87689-455-8
- 『ベルセルク解蝕新書〜烙印の狂戦士とゴッド・ハンドの謎〜』 ベルセルク研究会、笠倉出版社、2012年2月発行、ISBN 978-4-7730-8589-1

ゲーム攻略本
- 『ベルセルク公式ガイドブック―黒き剣士の道標』 アスキー、2000年1月発行、ISBN 4-7572-0647-X
- 『ベルセルク千年帝国の鷹篇 聖魔戦記の章 オフィシャルガイド』 光栄、2004年10月発行、ISBN 4-7758-0236-4
- 『ベルセルク千年帝国の鷹篇 聖魔戦記の章 公式パーフェクトガイド』 エンターブレイン、2004年11月発行、ISBN 4-7577-2076-9

## アニメ
1997年10月から1998年3月までテレビアニメ第1作『剣風伝奇ベルセルク』が放送された。
2012年から映画『ベルセルク 黄金時代篇』が3部作で公開された。
2016年7月より2017年6月までテレビアニメ第2作『ベルセルク』が2期に分けて放送された（2016年10月〜2017年3月は休止）。

### テレビアニメ第1作
『剣風伝奇ベルセルク』（）のタイトルで、1997年10月8日から1998年4月1日まで日本テレビほかで深夜アニメとして放送された。全25話。ナレーションは石塚運昇が担当。
原作『黄金時代篇』を基にしたストーリーだが、オリジナルエピソードが追加されている、また一部の過激な描写が控えめに修正されている。日本テレビは本作を「世界戦略アニメ」と位置づけ、衛星放送や海外セールスを前提に、日テレグループ全額出資で製作された。
放送時、予告番組として「号外!!ミッドランダム」が放送された。
オープニングアニメにはパカパカが使われていたが、直後にポケモンショックが起きたため、抑え目の演出に変更された。
このアニメが放送された縁で、キャスカ役を務めた宮村優子が「ロスト・チルドレンの章」でイガグリ（妖刀ざっくり丸）を振り回す栗パックを2コマ描いた。

#### スタッフ
- 原作 - 三浦建太郎
- 監督 - 高橋ナオヒト
- 監督補 - 村田和也
- シリーズ・コンセプト・アドバイザー - 今川泰宏
- メインキャラクター・デザイン - 馬越嘉彦
- キャラクター・デザイン - 松原徳弘
- プロパティ・デザイン - 深沢幸司
- 総作画監督 - 松原徳弘、千羽由利子
- 美術監督 - 小林七郎
- 色彩設計 - 宮崎亮滋（第1話 - 第12話）→永濱由紀子（第13話 - 第25話）
- 撮影監督 - 吉田光伸
- 編集 - 辺見俊夫
- 音楽 - 平沢進
- 音響監督 - 加藤敏
- 選曲 - 合田豊
- 音響効果 - 倉橋静男
- プロデューサー - 中谷敏夫、奥野敏聡
- アニメーション・プロデューサー - 神田修吉
- 制作担当 - 井口憲明
- 制作協力 - OLM TEAM IGUCHI
- 製作著作 - 日本テレビ、バップ

#### 主題歌
オープニングテーマ「TELL ME WHY」
歌 - PENPALS
エンディングテーマ「Waiting So Long」
歌 - Silver Fins
劇中歌「BERSERK 〜Forces〜」
歌 - 平沢進

#### 各話リスト
| 話数 | サブタイトル | 英題                | 脚本     | 絵コンテ     | 演出         | 作画監督   | 放送日         |
| ---- | ------------ | ------------------- | -------- | ------------ | ------------ | ---------- | -------------- |
| 1    | 黒い剣士     | The Black Swordsman | 冨岡淳広 | 日高政光     | 鶴巻和哉     | 千羽由利子 | 1997年 10月8日 |
| 2    | 鷹の団       | Band Of The Hawk    | 大橋志吉 | 高橋ナオヒト | 阿宮正和     | 谷口守泰   | 10月15日       |
| 3    | 初陣         | Baptism of Fire     | 板倉真琴 | 仁賀緑朗     | 大野和寿     | 平山英嗣   | 10月22日       |
| 4    | 神の手       | Hand Of God         | 米村正二 | 下司泰弘     | 下司泰弘     | 小泉昇     | 10月29日       |
| 5    | 剣風         | Sword of Wind       | 藤田伸三 | 村田和也     | 山口美浩     | 佐久間信一 | 11月5日        |
| 6    | 不死のゾッド | Zodd the Immortal   | 冨岡淳広 | 松村康弘     | 松村康弘     | 渡辺和夫   | 11月12日       |
| 7    | 剣の主       | The Sword Master    | 大橋志吉 | 阿宮正和     | 阿宮正和     | 千羽由利子 | 11月19日       |
| 8    | 陰謀         | Conspiracy          | 板倉真琴 | 仁賀緑朗     | 吉川浩司     | 平山英嗣   | 11月26日       |
| 9    | 暗殺         | Assassination       | 米村正二 | 日色如夏     | 日色如夏     | 飯田宏義   | 12月3日        |
| 10   | 貴きもの     | Nobleman            | 藤田伸三 | 菊池一仁     | 岡崎幸男     | 馬越嘉彦   | 12月10日       |
| 11   | 合戦         | Battle Engagement   | 冨岡淳広 | 岡野ゆきお   | 松村康弘     | 渡辺和夫   | 12月17日       |
| 12   | ふたり       | Two People          | 大橋志吉 | 阿宮正和     | 阿宮正和     | 千羽由利子 | 12月24日       |
| 13   | 決死行       | Suicidal Act        | 板倉真琴 | 井硲清高     | 山口美浩     | 斎藤浩信   | 1998年 1月7日  |
| 14   | 夢のかがり火 | Campfire of Dreams  | 米村正二 | 仁賀緑朗     | 吉川浩司     | 細山正樹   | 1月14日        |
| 15   | 決戦         | The Decisive Battle | 藤田伸三 | 石山タカ明   | 岡崎幸男     | 馬越嘉彦   | 1月21日        |
| 16   | 勝利者       | The Conqueror       | 冨岡淳広 | 日色如夏     | 日色如夏     | 松原徳弘   | 1月28日        |
| 17   | 栄光の瞬間   | Moment of Glory     | 大橋志吉 | 岡野ゆきお   | 松村康弘     | 渡辺和夫   | 2月4日         |
| 18   | 炎の墓標     | Tombstone of Flames | 板倉真琴 | 井硲清高     | 阿宮正和     | 千羽由利子 | 2月11日        |
| 19   | 別れ         | Parting             | 米村正二 | 水谷貴哉     | 山口美浩     | 松原徳弘   | 2月18日        |
| 20   | 火花         | The Spark           | 藤田伸三 | 仁賀緑朗     | 吉川浩司     | 平山英嗣   | 2月25日        |
| 21   | 告白         | Confession          | 藤田伸三 | 石山タカ明   | 岡崎幸男     | 馬越嘉彦   | 3月4日         |
| 22   | 潜入         | The Infiltration    | 板倉真琴 | 仁賀緑朗     | 日色如夏     | 山田俊也   | 3月11日        |
| 23   | 前夜祭       | Eve of the Feast    | 米村正二 | 石山タカ明   | 深沢幸司     | 千羽由利子 | 3月18日        |
| 24   | 蝕           | Eclipse             | 大橋志吉 | 井硲清高     | 阿宮正和     | 斉藤英子   | 3月25日        |
| 25   | 永遠の刻     | Perpetual Time      | 藤田伸三 | 石山タカ明   | 高橋ナオヒト | 松原徳弘   | 4月1日         |

#### 放送局
| 放送局     | 放送期間                       | 放送日時                     | 備考   |
| ---------- | ------------------------------ | ---------------------------- | ------ |
| 日本テレビ | 1997年10月8日 - 1998年4月1日   | 水曜 1:45 - 2:15（火曜深夜） | 製作局 |
| 福岡放送   | 1997年10月23日 - 1998年4月16日 | 金曜未明（木曜深夜）         |        |
| 中京テレビ | 1998年1月7日 - 6月24日         | 水曜 1:25 - 1:55（火曜深夜） |        |
| 読売テレビ | 1998年4月 - 9月                | 日曜未明（土曜深夜）         |        |

#### Blu-ray / DVD
すべてバップから発売。他にLD版、VHS版もあり。
- アニメ 剣風伝奇ベルセルク限定DVDBOX （バップ） 2001年3月20日
  - 予約特典、豪華特製ブックレット
- アニメ 剣風伝奇ベルセルク （バップ） 2003年
  - 全7巻。他にはレンタル用のプロモーション0巻

BD版はすべてBOX仕様で発売。2012年1月に発売されたスタンダード版と、2016年4月に期間限定で発売されるスペシャルプライス版の2種類（仕様はどちらも同じだがボックスのイラストが異なる）。

### 劇場アニメ
『ベルセルク・サーガプロジェクト』第1弾として、原作「黄金時代」編を3部作で劇場アニメ化。配給はワーナー・ブラザース映画。アニメ製作はSTUDIO4℃。3作すべて新宿バルト9、ヒューマントラストシネマ渋谷他にて公開された。
三浦が新規に描き下ろした女性キャラクターの「クララ・ド・ポラス」が「ミッドランド王国から派遣され任じられた鷹の団広報官」として、映画公式Twitterを中心に映画の情報を随時ツイートする。カプコンのアクションゲーム『ドラゴンズドグマ』とコラボした。
作品の内容上、ストーリーが進展するにつれて過激な描写が増え、それに伴いレイティングも上がっている。
第1作目『ベルセルク 黄金時代篇I 覇王の卵』（）は2012年2月4日よりロードショー公開。キャッチコピーは「俺たちの絆は、誰にも斬れない。」。G指定。映画観客動員ランキング（興行通信社調べ）で初登場第11位となっている。
第2作目『ベルセルク 黄金時代篇II ドルドレイ攻略』（）は2012年6月23日に公開。キャッチコピーは「訣別もまた、宿命。」。PG12指定。全国93スクリーンという小規模公開ながら、2012年6月23、24日の初日2日間で興収2775万6900円、動員1万9117人となり映画観客動員ランキング（興行通信社調べ）で初登場第9位となっている。
3部作完結篇『ベルセルク 黄金時代篇III 降臨』（）は2013年2月1日に公開。R15+指定。キャッチコピーは「すべては、因果の流れの中に──」、「あらゆる闇が──光を凌駕する」。

#### 製作（映画）
原作者からの許諾があったのは2008年5月30日であり、公開までに4年かかっている。パイロット版製作時点では、「黄金時代篇」を描いた『剣風伝奇ベルセルク』が既にあったことから、「断罪篇」「千年帝国の鷹篇」を映画化する案も上がったという。
「ベルセルク・サーガプロジェクト」は、映画を主軸にOVAやTVシリーズなどが展開される予定で、黄金時代篇は当初1本2時間半の尺で完結する予定だった。
尺の都合上、カットされたシーンには、百人斬りのシーンの一部、ワイアルド登場シーン、リッケルトの偵察シーンがある。百人斬りに登場するサムソンは3DCGまで出来上がっていたものの削除され、ワイアルドのシーンは代わりに騎馬戦のオリジナルシーンが挿入されている。
ロケハンは、ベルサイユ宮殿やパリのシテ島などフランスで行われた。
キャラクターデザインは、原作18巻ぐらいの絵柄の想定で描くように三浦建太郎から指示されており、三浦建太郎が描いたゲーム用のデザインも参考にされている。

#### スタッフ（映画）
- 監督 - 窪岡俊之
- 原作 - 三浦建太郎
- キャラクターデザイン・総作画監督 - 恩田尚之
- アニメーションディレクター - 岩瀧智
- 音楽 - 鷺巣詩郎
- 音楽プロデューサー - 田井モトヨシ
- 美術監督 - 竹田悠介、中村豪希、新林希文
- CGI監督 - 草木孝幸、廣田裕介、斉藤亜規子
- 色彩設計 - 成毛久美子
- 音響デザイン - 笠松広司
- 編集 - 重村建吾
- 美術設定 - 有田満弘
- 世界観監修 - 岩尾賢一
- 西洋剣術指導 - ジェイ・ノイズ
- アニメーション制作 - STUDIO 4℃
- 製作 - BERSERK FILM PARTNERS（ルーセント・ピクチャーズエンタテインメント、バップ、白泉社、Beyond C.、KDDI、ムービック、Yahoo! JAPAN、グッドスマイルカンパニー）
- 配給 - ワーナー・ブラザース映画
- 企画プロデュース - ルーセント・ピクチャーズエンタテインメント

#### 各話リスト（映画）
| 話数  | 副題                        | 脚本       | 絵コンテ                                                                               | 演出                                                                                           | 作画監督 |
| ----- | --------------------------- | ---------- | -------------------------------------------------------------------------------------- | ---------------------------------------------------------------------------------------------- | --- |
| 第1部 | 黄金時代篇I 覇王の卵        | 大河内一楼 | 窪岡俊之、岩瀧智 堀元宣、金井次朗                                                      | 塩月小鳥、初見浩一 清水保行、菅野利之 坂本拓馬、松尾衛 内田信吾、窪岡俊之                      | 村田峻治、細越裕治、清水保行 菅野利之、桑原幹根、金井次朗 瀬尾康博、伊本龍守、石川晋吾 久保まさひこ                        |
| 第2部 | 黄金時代篇II ドルドレイ攻略 | 大河内一楼 | 岩瀧智、堀元宣 金井次朗、窪岡俊之                                                      | 清水保行、坂本拓馬 塩月小鳥、初見浩一 松尾衛、内田信吾 窪岡俊之                                | 清水保行、桑原幹根、細越裕治 江口寿志、大杉尚広、石川晋吾 菅野利之、金井次朗、伊本龍守 村田峻治、瀬尾康博、岩瀧智          |
| 第3部 | 黄金時代篇III 降臨          | 大河内一楼 | 窪岡俊之、岩瀧智 堀元宣、金井次朗 三原三千夫、大平晋也 平野浩太郎、秋本賢一郎 佐野雄太 | 清水保行、金井次朗 菅野利之、初見浩一 窪岡俊之、三原三千夫 塩月小鳥、芦野芳晴 松尾衡、内田信吾 | 岩瀧智、桑原幹根、細越裕治 大杉尚広、伊本龍守、松田勝巳 清水保行、江口寿志、石川晋吾 金井次朗、村田峻治、高橋信也 安彦英二 |

#### 主題歌（映画）
「Aria」
作詞・作曲・編曲・歌 - 平沢進
黄金時代篇I 覇王の卵エンディングテーマ「ウツクシキモノ」
作詞・歌 - AI / 作曲 - Rykeyz、Redd Styiez
黄金時代篇III 降臨エンディングテーマ「breakthrough」
作詞・作曲・歌 - 川畑要 /作詞 - 田中秀典 /作曲 - UTA / 編曲 - 鷺巣詩郎、挾間美帆、CHOKKAKU

#### 特別番組
第2作『黄金時代篇II ドルドレイ攻略』の公開に合わせて、特別番組『ベルセルク 黄金時代篇 The Beginning 貴きもの』（）がHABを皮切りに全国各局にて放送された。第1作『黄金時代篇I 覇王の卵』をガッツとグリフィスの視点で再構成。
| 放送地域       | 放送局           | 放送期間 | 放送日時                     | 放送系列       |
| 2012年         | 2012年           | 2012年   | 2012年                       | 2012年         |
| -------------- | ---------------- | -------- | ---------------------------- | -------------- |
| 石川県         | 北陸朝日放送     | 6月2日   | 土曜 2:45 - 3:40（金曜深夜） | テレビ朝日系列 |
| 岩手県         | 岩手朝日テレビ   | 6月3日   | 日曜 2:20 - 3:15（土曜深夜） | テレビ朝日系列 |
| 大分県         | 大分放送         | 6月3日   | 日曜 2:33 - 3:28（土曜深夜） | TBS系列        |
| 埼玉県         | テレ玉           | 6月5日   | 火曜 2:00 - 2:55（月曜深夜） | 独立局         |
| 京都府         | KBS京都          | 6月7日   | 木曜 1:30 - 2:25（水曜深夜） | 独立局         |
| 福岡県         | TVQ九州放送      | 6月9日   | 土曜 3:23 - 4:18（金曜深夜） | テレビ東京系列 |
| 栃木県         | とちぎテレビ     | 6月14日  | 木曜 1:30 - 2:25（水曜深夜） | 独立局         |
| 岡山県・香川県 | テレビせとうち   | 6月15日  | 金曜 2:14 - 3:09（木曜深夜） | テレビ東京系列 |
| 新潟県         | テレビ新潟       | 6月16日  | 土曜 2:38 - 3:28（金曜深夜） | 日本テレビ系列 |
| 北海道         | 北海道テレビ     | 6月17日  | 日曜 2:05 - 2:55（土曜深夜） | テレビ朝日系列 |
| 中京広域圏     | 中部日本放送     | 6月17日  | 日曜 3:13 - 4:08（土曜深夜） | TBS系列        |
| 青森県         | 青森テレビ       | 6月20日  | 水曜 1:05 - 2:00（火曜深夜） | TBS系列        |
| 福井県         | 福井放送         | 6月20日  | 水曜 2:00 - 2:55（火曜深夜） | 日本テレビ系列 |
| 東京都         | TOKYO MX         | 6月21日  | 木曜 1:00 - 1:55（水曜深夜） | 独立局         |
| 長野県         | 長野朝日放送     | 6月21日  | 木曜 1:45 - 2:45（水曜深夜） | テレビ朝日系列 |
| 福島県         | 福島放送         | 6月21日  | 木曜 1:50 - 2:45（水曜深夜） | テレビ朝日系列 |
| 宮城県         | 東日本放送       | 6月22日  | 金曜 2:45 - 3:40（木曜深夜） | テレビ朝日系列 |
| 静岡県         | 静岡第一テレビ   | 6月22日  | 金曜 3:45 - 4:40（木曜深夜） | 日本テレビ系列 |
| 山口県         | 山口朝日放送     | 6月23日  | 土曜 2:39 - 3:34（金曜深夜） | テレビ朝日系列 |
| 山形県         | さくらんぼテレビ | 6月25日  | 月曜 0:55 - 1:45（日曜深夜） | フジテレビ系列 |
| 沖縄県         | 琉球朝日放送     | 6月26日  | 火曜 2:45 - 3:40（月曜深夜） | テレビ朝日系列 |
| 熊本県         | 熊本放送         | 6月29日  | 金曜 1:25 - 2:20（木曜深夜） | TBS系列        |

第3作『黄金時代篇III 降臨』公開に合わせて、特別番組『ベルセルク 黄金時代篇 堕ちた鷹』（）がTOKYO MXを皮切りに全国各局にて放送された。本番組のエンディングテーマとして、平沢進から「冠毛種子の大群」の楽曲提供があり、使用されている。
| 放送地域       | 放送局           | 放送期間 | 放送日時                     | 放送系列       |
| 2013年         | 2013年           | 2013年   | 2013年                       | 2013年         |
| -------------- | ---------------- | -------- | ---------------------------- | -------------- |
| 東京都         | TOKYO MX         | 1月3日   | 木曜 0:30 - 1:25（水曜深夜） | 独立局         |
| 埼玉県         | テレ玉           | 1月18日  | 金曜 1:05 - 2:00（木曜深夜） | 独立局         |
| 新潟県         | テレビ新潟       | 1月20日  | 日曜 2:28 - 3:23（土曜深夜） | 日本テレビ系列 |
| 沖縄県         | 琉球朝日放送     | 1月20日  | 日曜 3:18 - 4:13（土曜深夜） | テレビ朝日系列 |
| 栃木県         | とちぎテレビ     | 1月21日  | 月曜 0:15 - 1:10（日曜深夜） | 独立局         |
| 福井県         | 福井放送         | 1月23日  | 水曜 1:55 - 2:50（火曜深夜） | 日本テレビ系列 |
| 京都府         | KBS京都          | 1月23日  | 水曜 1:35 - 2:30（火曜深夜） | 独立局         |
| 青森県         | 青森テレビ       | 1月26日  | 土曜 1:20 - 2:15（金曜深夜） | TBS系列        |
| 岩手県         | 岩手朝日テレビ   | 1月27日  | 日曜 2:45 - 3:40（土曜深夜） | テレビ朝日系列 |
| 中京広域圏     | 中部日本放送     | 1月27日  | 日曜 3:13 - 4:08（土曜深夜） | TBS系列        |
| 大分県         | 大分放送         | 1月27日  | 日曜 2:33 - 3:28（土曜深夜） | TBS系列        |
| 山形県         | さくらんぼテレビ | 1月28日  | 月曜 1:25 - 2:20（日曜深夜） | フジテレビ系列 |
| 福岡県         | RKB毎日放送      | 1月28日  | 月曜 2:30 - 3:25（日曜深夜） | TBS系列        |
| 熊本県         | 熊本放送         | 1月29日  | 火曜 1:55 - 2:50（月曜深夜） | TBS系列        |
| 北海道         | 北海道テレビ     | 1月30日  | 水曜 2:45 - 3:40（火曜深夜） | テレビ朝日系列 |
| 長野県         | テレビ信州       | 1月31日  | 木曜 2:29 - 3:24（水曜深夜） | 日本テレビ系列 |
| 静岡県         | 静岡第一テレビ   | 2月1日   | 金曜 2:50 - 3:45（木曜深夜） | 日本テレビ系列 |
| 岡山県・香川県 | テレビせとうち   | 2月1日   | 金曜 2:45 - 3:40（木曜深夜） | テレビ東京系列 |
| 石川県         | 北陸朝日放送     | 2月2日   | 土曜 1:45 - 2:40（金曜深夜） | テレビ朝日系列 |
| 山口県         | 山口朝日放送     | 2月2日   | 土曜 2:39 - 3:35（金曜深夜） | テレビ朝日系列 |

第3作『黄金時代篇III 降臨』公開前夜に、特別番組『ベルセルク前夜祭』が放送された。
| 放送地域 | 放送局             | 放送期間               | 放送日時                     | 放送系列   |
| -------- | ------------------ | ---------------------- | ---------------------------- | ---------- |
| 日本全域 | みんなでストリーム | 2013年1月31日 - 2月1日 | 木曜 22:00 - 金曜0:00        | ネット配信 |
| 日本全域 | ニコニコ生放送     | 2013年1月31日 - 2月1日 | 木曜 22:00 - 金曜0:00        | ネット配信 |
| 埼玉県   | テレ玉             | 2013年2月1日           | 金曜 1:35 - 2:30（木曜深夜） | 独立局     |
| 神奈川県 | tvk                | 2013年2月1日           | 金曜 2:30 - 3:25（木曜深夜） | 独立局     |
| 東京都   | TOKYO MX           | 2013年2月1日           | 金曜 3:30 - 4:25（木曜深夜） | 独立局     |

#### MEMORIAL EDITION
劇場版『III』公開から約9年後にあたる2022年10月より、『ベルセルク 黄金時代篇 MEMORIAL EDITION』と題し下記のような仕様で放送・配信された。
- 劇場版三部作[注 4]をベースとし、テレビシリーズ的に毎週1回、約30分の「枠」で放送できるように分割・編集[注 5]。
- 新規制作シーンを随所に追加[注 6]。
- この新規シーンには本作の音楽を担当した平沢進・鷺巣詩郎らによる新規楽曲を使用。
  - これとは別にエンディングには書下ろしの新規タイアップソングが使用される。

##### 制作（M.E）
プロデューサーの田中栄子によれば、劇場版『黄金時代篇』をTVシリーズにする案は劇場版公開の数年後には考えられていたが、当時は原作に沿ったエロスやバイオレンスを曲げない判断をしたため断念していた。しかし、劇場版ではカットしたシーンを追加できる望みがあったことや、制作環境が変わる期限が迫っていたため、制作データに触れることが可能な最後のチャンスだったこともあり、10年目のタイミングを選びTVシリーズ化となった。
編集の重村建吾曰く、2話の区切り方に難儀し、Aパートの空白をどう埋めるか思案した結果、平沢進の楽曲「BERSERK-Forces- 2016」に乗せてダイジェストを描くという案が採用された。2話以降の内容も含まれているが映画で内容が既に公開済みであり、TVシリーズの放送期間はイベントのニュアンスがあるため、ギミックとして採用している。

##### スタッフ（M.E）
※ オリジナル版と共通する部分については省略（製作のぞく）
- メモリアル・エディション監督 - 佐野雄太
- メモリアル・エディション脚本総監修 - 大河内一楼
- メモリアル・エディション構成 - 重村建吾
- アニメーション・プロデューサー - 長谷川舜
- プロデューサー - 田中栄子
- 企画・プロデュース - リアルト・エンタテインメント
- 協力 - フィールズ
- 製作 - BERSERK FILM PARTNERS（アニプレックス、白泉社、バップ、Beyond C.、KDDI、ムービック、Yahoo! Japan、グッドスマイルカンパニー、リアルト・エンタテインメント)

##### 主題歌（M.E.）
※ オリジナル版と共通する部分については省略
特殊オープニングテーマ「BERSERK-Forces- 2016」（2話）
作詞・作曲・編曲・歌 - 平沢進
挿入歌「遠征」（第5話）
作詞・作曲・編曲・歌 - 平沢進
エンディングテーマ「Wish」（第1話 - 第7話、第10話 - 第12話）
作詞・歌唱 - 中島美嘉 / 作曲 - PENGUINS, Itsuka, Tatsumi Goda, Gakushi Ogi, MiRai, Ryo Ito / 編曲 - トオミヨウ
特別エンディングテーマ「Mirage with Shiro SAGISU」（第8話）
作詞・歌唱 - 中島美嘉 / 作曲・編曲 - 鷺巣詩郎

##### 各話リスト（M.E.）
| 話数   | 副題              | 脚本       | 絵コンテ                                                                           | 演出                                                | 総作画監督 | 作画監督                                                              | アニメーションディレクター | 放送日         |
| ------ | ----------------- | ---------- | ---------------------------------------------------------------------------------- | --------------------------------------------------- | ---------- | --------------------------------------------------------------------- | -------------------------- | -------------- |
| 第1話  | 黄金時代          | 大河内一楼 | 窪岡俊之 岩瀧智 堀元宣 金井次朗                                                    | 菅野利之                                            | 恩田尚之   | 村田俊治 細越裕治 久保まさひこ 岩瀧智                                 | 岩瀧智                     | 2022年 10月2日 |
| 第2話  | 不死のゾッド      | 大河内一楼 | 窪岡俊之 岩瀧智 堀元宣 金井次朗                                                    | 塩月小鳥 清水保行 坂本拓馬 松尾衝 窪岡俊之          | 恩田尚之   | 村田俊治 細越裕治 清水保行 金井次朗 石川晋吾 岩瀧智                   | 岩瀧智                     | 10月9日        |
| 第3話  | 剣の主            | 大河内一楼 | 窪岡俊之 岩瀧智 堀元宣 金井次朗                                                    | 塩月小鳥 松尾衝 内田信吾 窪岡俊之                   | 恩田尚之   | 村田俊治 清水保行 桑原幹根 金井次朗 瀬尾康博 石川晋吾 岩瀧智          | 岩瀧智                     | 10月16日       |
| 第4話  | 決死行            | 大河内一楼 | 窪岡俊之 岩瀧智 堀元宣 金井次朗                                                    | 清水保行 坂本拓馬 塩月小鳥 内田信吾 窪岡俊之        | 恩田尚之   | 清水保行 桑原幹根 細越裕治 石川晋吾 金井次朗 村田峻治 瀬尾康博 岩瀧智 | 岩瀧智                     | 10月23日       |
| 第5話  | 夢のかがり火      | 大河内一楼 | 窪岡俊之 岩瀧智 堀元宣 金井次朗                                                    | 清水保行 坂本拓馬 窪岡俊之                          | 恩田尚之   | 清水保行 江口寿志 桑原幹根 金井次朗 石川晋吾 岩瀧智 村田峻治          | 岩瀧智                     | 10月30日       |
| 第6話  | ドルドレイ 攻略戦 | 大河内一楼 | 窪岡俊之 岩瀧智 堀元宣 金井次朗                                                    | 清水保行 坂本拓馬 松尾衡 窪岡俊之                   | 恩田尚之   | 清水保行 江口寿志 細越裕治 石川晋吾 金井次朗                          | 岩瀧智                     | 11月6日        |
| 第7話  | ある雪の夜に…     | 大河内一楼 | 窪岡俊之 岩瀧智 堀元宣 金井次朗                                                    | 塩月小鳥 初見浩一 窪岡俊之                          | 恩田尚之   | 大杉尚広 石川晋吾 伊本龍守 金井次朗 岩瀧智                            | 岩瀧智                     | 11月13日       |
| 第8話  | 夢の終焉          | 大河内一楼 | 窪岡俊之 岩瀧智 堀元宣 金井次朗                                                    | 塩月小鳥 初見浩一 松尾衡 内田信吾 窪岡俊之          | 恩田尚之   | 菅野利之 桑原幹根 伊本龍守 石川晋吾 岩瀧智 金井次朗                   | 岩瀧智                     | 11月20日       |
| 第9話  | 傷                | 大河内一楼 | 窪岡俊之 堀元宣 三原三千夫 大平晋也                                                | 清水保行 初見浩一 窪岡俊之 塩月小鳥 松尾衡          | 恩田尚之   | 岩瀧智 伊本龍守 石川晋吾 清水保行 金井次朗                            | 岩瀧智                     | 11月27日       |
| 第10話 | 深淵の再開        | 大河内一楼 | 窪岡俊之 岩瀧智 堀元宣 金井次朗 三原三千夫 大平晋也                                | 清水保行 菅野利之 窪岡俊之 芦野芳晴 松尾衡 内田信吾 | 恩田尚之   | 岩瀧智 細越裕治 大杉尚広 石川晋吾 清水保行 村田俊治 金井次朗          | 岩瀧智                     | 12月4日        |
| 第11話 | 蝕                | 大河内一楼 | 窪岡俊之 岩瀧智 堀元宣 金井次朗 三原三千夫 大平晋也                                | 清水保行 金井次朗 菅野利之 窪岡俊之 松尾衡          | 恩田尚之   | 岩瀧智 桑原幹根 細越裕治 大杉尚広 伊本龍守 江口寿志 安彦英二          | 岩瀧智                     | 12月11日       |
| 第12話 | 死の嵐            | 大河内一楼 | 窪岡俊之 岩瀧智 堀元宣 金井次朗 三原三千夫 大平晋也 平野浩太郎 秋本賢一郎 佐野雄太 | 清水保行 金井次朗                                   | 恩田尚之   | 岩瀧智 桑原幹根 細越裕治 大杉尚広 松田勝己 伊本龍守 清水保行 江口寿志 | 岩瀧智                     | 12月18日       |
| 第13話 | 反撃の誓い        | 大河内一楼 | 窪岡俊之 岩瀧智 堀元宣 金井次朗 三原三千夫 大平晋也                                | 清水保行 金井次朗 窪岡俊之 三原三千夫               | 恩田尚之   | 岩瀧智 桑原幹根 清水保行 伊本龍守 金井次朗 江口寿志 松田勝己 村田峻治 | 岩瀧智                     | 12月25日       |

##### 放送局・配信サイト（M.E.）
| 放送期間                 | 放送時間                     | 放送局       | 対象地域 | 備考                                                                       |
| ------------------------ | ---------------------------- | ------------ | -------- | -------------------------------------------------------------------------- |
| 2022年10月2日 - 12月25日 | 日曜 0:30 - 1:00（土曜深夜） | TOKYO MX     | 東京都   |                                                                            |
|                          |                              | とちぎテレビ | 栃木県   |                                                                            |
|                          |                              | 群馬テレビ   | 群馬県   |                                                                            |
|                          |                              | BS11         | 日本全域 | BS放送 / 『ANIME+』枠                                                      |
| 2022年10月16日 -         | 日曜 23:00 - 23:30           | アニマックス | 日本全域 | BS・CS放送 無料局放送用に映像を調整する前の 「無修正オリジナルver.」を放送 |

『MEMOLIAL EDITION』のネット配信は下記サイトほかで放送と概ね同時期に開始された（以下、順不同）。
ABEMAプレミアム、* dアニメストア、U-NEXT、NETFLIX、WOWOWオンデマンド、ひかりTV、GYAO!、FOD、バンダイチャンネル、Hulu、auスマートパスプレミアム、TELASA

#### Blu-ray / DVD
発売・販売元はバップ。MEMORIAL EDITIONはアニプレックス。
劇場版はいずれも上映当時に順次発売されたもの。2016年4月には全編を1ボックス化した期間限定スペシャルプライスBlu-ray版が発売。
ベルセルク 黄金時代篇I 覇王の卵
2012年5月23日発売。1枚組。
- 映像特典
  - アフレコ時キャストインタビュー
  - 「黄金時代篇II ドルドレイ攻略」スペシャルダイジェスト

- 音声特典
  - スタッフオーディオコメンタリー（監督：窪岡俊之×脚本：大河内一楼×STUDIO4℃プロデューサー：田中栄子）

- Blu-ray版初回限定特典
  - 「ベルセルク 黄金時代篇I 覇王の卵」プレミアム・ハイライトCD
  - 三浦建太郎描き下ろし特製スリーブケース

ベルセルク 黄金時代篇II ドルドレイ攻略
2012年12月5日発売。1枚組。
- 映像特典
  - 平沢進「Aria」ライブ映像
  - 豊崎愛生&寿美菜子インタビュー
  - 「ベルセルク 黄金時代篇」ワールドトレーラー
  - 「ベルセルク 黄金時代篇I 覇王の卵」各国版トレーラー（北米ver. / フランスver. / ロシアver.）
  - 「ベルセルク 黄金時代篇III 降臨」特報

- 音声特典
  - スタッフオーディオコメンタリー（監督：窪岡俊之×キャラクターデザイン・総作画監督：恩田尚之×アニメーションディレクター×岩瀧智×CGI監督：廣田裕介×演出：坂本拓馬×ガイド：吉田尚記〈ニッポン放送アナウンサー〉）

- 封入特典
  - ブックレット（24P）

- Blu-ray版初回限定特典
  - 三浦建太郎描き下ろし特製スリーブケース

ベルセルク 黄金時代篇III 降臨
2013年6月19日発売。1枚組 / Blu-ray初回生産出荷版は2枚組。本編：R15+指定版本編を収録
- 映像特典
  - 「ベルセルク 黄金時代篇III 降臨」初日舞台挨拶
  - 「ベルセルク 黄金時代篇III 降臨」劇場予告編集・TVスポット集

- 音声特典
  - スタッフオーディオコメンタリー（監督：窪岡俊之×白泉社ヤングアニマル編集部：島田明×STUDIO4℃プロデューサー：田中栄子）

- 封入特典
  - ブックレット（24P）

- Blu-ray版初回限定特典
  - 「ベルセルク 黄金時代篇III 降臨」ファイナル・プレミアムCD
  - 「ベルセルク 黄金時代篇III 降臨」“劇場限定公開R18+指定版”本編Blu-ray
  - 三浦建太郎描き下ろし特製スリーブケース

ベルセルク 黄金時代篇　MEMORIAL EDITION
2023年3月29日発売。3枚組。完全生産限定版。
- 特別映像
  - 『大ベルセルク展』内 三浦建太郎インタビュー映像

- 特典映像
  - ノンクレジットOP　平沢進「Aria」
  - ノンクレジットED　中島美嘉「Wish」
  - 第8話 ノンクレジットED　中島美嘉「Mirage with Shiro SAGISU」

- 音声特典
  - オリジナルサウンドトラック CD 3枚組

- 封入特典
  - メモリアル特製BOX
  - ブックレット

### テレビアニメ第2作
2016年7月より、MBSを制作局とする深夜アニメ枠・アニメイズムおよびWOWOWが同年4月より新規に立ち上げるアニメ枠・アニメプレミアにて放送。「アニメプレミア」枠では「アニメイズム」枠に先んじて放送。2016年9月16日、最速局（WOWOW「アニメプレミア」枠）で第12話を放送終了後、2017年春より「次篇」（第2クール）放送予定と発表。同年4月より同年6月まで放送した。
3DCGをメインとした作画が成されている。スタッフは音楽を除き、テレビアニメ第1作目（以下「1作目」）・劇場版から完全に一新、メインキャストについては劇場版の出演者が引き続きキャスティングされるが、ナレーションは1作目から引き続き石塚運昇が行う。
本作では「黒い剣士」となって以降のガッツをアニメ作品では初めて本格的に描いている。監督としては「黄金時代」篇も作りたかった意向もあった が、諸々の事情により「断罪篇」を起点として構成することとなった。なお黄金時代篇もオープニングで「触」を経て「黒い剣士の旅立ち」までが、本編中にも「ガッツの脳裏に浮かぶ過去の残像」という形で適宜イメージショット的に描かれる。第1作では登場しなかったパックも第1話から登場、本作より登場するイシドロと合わせ、原作に存在するも過去のアニメ作品ではほとんど無かったコミカルな演出も随所に描かれる。

#### ストーリーについて
※ アニメでは原作のような「篇」表記はされていないが、下記では短く解説するために用いている。
序盤は原作第1・2話と「断罪篇 縛鎖の章」を併わせたアレンジストーリーが展開される。前述したパックに聖鉄鎖騎士団一行にイシドロとシールケも第1話冒頭より登場。「使徒」はこの時点では登場せず、彼ら絡みのストーリーもカットされる（「ロスト・チルドレンの章」はカット）。
第3話は三浦原案によるオリジナルストーリーとなり、ガッツの目的の一端が明かされる。第4話からは本格的に「断罪篇」に突入、第12話まで「生誕祭の章」が描かれた。
第13話からはガッツとグリフィスの邂逅に始まり、原作で言うところの「千年帝国の鷹（ミレニアム・ファルコン）篇 聖魔戦記の章」を中心に描く。第23・24話は「鷹都（ファルコニア）の章」冒頭が描かれ、さらなる物語の続きを仄めかして2期終了となった。

#### スタッフ（TV第2作）
- 原作・総監修 - 三浦建太郎（スタジオ我画）
- 監督 - 板垣伸
- 副監督 - 市川量也（第1期）
- シリーズ構成 - 深見真、山下卓（協力）
- キャラクターデザイン・メインアニメーター - 阿部恒
- CGキャラクターデザイン - 羽毛田信一郎、大山健治
- 美術監督 - 伊藤弘
- 美術設定 - 小倉奈緒美
- 色彩設計 - 羽毛田信一郎、山上愛子
- CGディレクター - 佐藤敦、江川久志
- テクニカルディレクター - 水橋啓太
- ビジュアルディレクター - 篠崎亨
- 編集 - 田村ゆり
- 撮影監督 - 吉田光伸
- 音響監督 - 岩浪美和
- 音響効果 - 小山恭正
- 音楽 - 鷺巣詩郎
- 音楽制作 - NBCUniversal
- プロデューサー - 山田茂樹、竹内宏彰、蛭川幸太郎、黒須礼央、川合大、前田俊博、遠藤裕、細田成樹
- アニメーションプロデューサー - 工樂英樹、白石直子、里見哲朗
- ラインプロデューサー - 飯島哲（CG）、播摩優
- 制作 - LIDENFILMS
- アニメーション制作 - GEMBA（CG）、ミルパンセ
- 製作 - ベルセルク製作委員会（白泉社、ルーセント・ピクチャーズエンタテインメント、NBCユニバーサル・エンターテイメントジャパン、ウルトラスーパーピクチャーズ、コーエーテクモゲームス、MBS、WOWOW、ドコモ・アニメストア）

#### 主題歌（TV第2作）
オープニングテーマ
「インフェルノ」（第1話 - 第12話）
作詞 - 菅原卓郎 / 作曲 - 滝善充 / 歌 - 9mm Parabellum Bullet
「サクリファイス」（第13話 - 第23話）
作詞 - 菅原卓郎 / 作曲 - 滝善充 / 歌 - 9mm Parabellum Bullet

エンディングテーマ
「瞑目の彼方」（第1話 - 第12話）
作詞・歌 - やなぎなぎ / 作曲 - 鷺巣詩郎 / 編曲 - CHOKKAKU、鷺巣詩郎
第8・9・10話では英語歌唱版（English Ver.）を使用。
「Ash Crow」（第12話）
作詞・作曲・編曲・歌 - 平沢進
「一切は物語」（第13話 - 第24話）
作詞 - やなぎなぎ / 作曲・編曲 - ミト / 歌 - 南條愛乃 feat.やなぎなぎ

劇中歌
「灰よ」
作詞・作曲・編曲・歌 - 平沢進
「Ash Crow」（2期）
作詞・作曲・編曲・歌 - 平沢進

#### 各話リスト（TV第2作）
| 話数     | サブタイトル           | 脚本     | 絵コンテ                    | CG演出                              | 放送日        |
| 第1期    | 第1期                  | 第1期    | 第1期                       | 第1期                               | 第1期         |
| -------- | ---------------------- | -------- | --------------------------- | ----------------------------------- | ------------- |
| 第1話    | 竜殺しの大剣           | 深見真   | 板垣伸                      | 佐藤敦                              | 2016年 7月1日 |
| 第2話    | 聖鉄鎖騎士団           | 深見真   | 板垣伸 市川量也（ドメリカ） | 江川久志                            | 7月8日        |
| 第3話    | 奇跡の夜               | 深見真   | 板垣伸                      | 江川久志                            | 7月15日       |
| 第4話    | 啓示                   | 深見真   | 川村賢一                    | 江川久志                            | 7月22日       |
| 第5話    | 断罪の塔               | 深見真   | 板垣伸                      | 佐藤敦                              | 7月29日       |
| 第6話    | 火あぶりの夜宴         | 山下卓   | 板垣伸                      | 佐藤敦                              | 8月5日        |
| 第7話    | 黒き魔女               | 深見真   | 板垣伸                      | 鶴岡耕次郎（ラピス）                | 8月12日       |
| 第8話    | 魔窟の再会             | 深見真   | 板垣伸                      | 中野哲也                            | 8月19日       |
| 第9話    | 亡者の血流             | 山下卓   | 板垣伸                      | 江川久志                            | 8月26日       |
| 第10話   | ヘルス・エンジェルス   | 山下卓   | 板垣伸                      | 江川久志                            | 9月2日        |
| 第11話   | イデアの影             | 深見真   | 板垣伸 市川量也             | 中野哲也 佐藤敦                     | 9月9日        |
| 第12話   | すがるもの、もがくもの | 深見真   | 板垣伸                      | 江川久志 鶴岡耕次郎（ラピス）       | 9月16日       |
| 第2期    |                        |          |                             |                                     |               |
| 第13話   | ほころぶ世界           | 深見真   | 板垣伸                      | 江川久志                            | 2017年 4月7日 |
| 第14話   | 冬の旅路               | 深見真   | 板垣伸                      | 江川久志                            | 2017年 4月7日 |
| 第15話   | 飛剣の御旗             | 山下卓   | 板垣伸                      | 江川久志                            | 4月14日       |
| 第16話   | 獣鬼の森               | 山下卓   | 板垣伸                      | 亀山勇一（レオン・スタジオ）        | 4月21日       |
| 第17話   | 幽界ーかくりよ         | 深見真   | 板垣伸                      | 江川久志                            | 4月28日       |
| 第18話   | 魔群との死闘           | 深見真   | 板垣伸                      | 江川久志 田辺慎吾（作画パート演出） | 5月5日        |
| 第19話   | 祈りの奥義             | 深見真   | 板垣伸                      | 佐藤誠 田辺慎吾（作画パート演出）   | 5月12日       |
| 第20話   | クリフォトの汚濁       | ケンゼン | 板垣伸                      | 佐藤誠 田辺慎吾（作画パート演出）   | 5月19日       |
| 第21話   | 狂戦士の甲冑           | 山下卓   | 板垣伸                      | 田辺慎吾（作画パート演出）          | 5月26日       |
| 第21.5話 | 魔女の追想             | -        | -                           | -                                   | 6月2日        |
| 第22話   | 炎の旅立ち             | 山下卓   | 板垣伸                      | 田辺慎吾（作画パート演出）          | 6月9日        |
| 第23話   | 告げられし兆し         | 山下卓   | 板垣伸                      | 田辺慎吾（作画パート演出）          | 6月16日       |
| 第24話   | 人間の都市             | 深見真   | 板垣伸                      | 田辺慎吾（作画パート演出）          | 6月23日       |

第7話では地上波・BS-TBSにおいて、後述するwebラジオの出演者（MC日笠陽子・行成とあ）による副音声放送「ベルセルク公式WEBラジオ〜狭間のラジオ出張版〜」を実施。

#### 放送局（TV第2作）
| 放送期間                                                         | 放送時間                     | 放送局        | 対象地域   | 備考                                                       |
| ---------------------------------------------------------------- | ---------------------------- | ------------- | ---------- | ---------------------------------------------------------- |
| 2016年7月1日 - 9月16日                                           | 金曜 22:30 - 23:00           | WOWOWプライム | 日本全域   | 製作局 / BS/CS放送 『アニメプレミア』枠 / リピート放送あり |
| 2016年7月9日 - 9月24日                                           | 土曜 2:25 - 2:55（金曜深夜） | TBSテレビ     | 関東広域圏 |                                                            |
|                                                                  | 土曜 2:40 - 3:10（金曜深夜） | 毎日放送      | 近畿広域圏 | 製作局                                                     |
|                                                                  | 土曜 3:16 - 3:46（金曜深夜） | CBCテレビ     | 中京広域圏 |                                                            |
| 2016年7月10日 - 9月25日                                          | 日曜 0:30 - 1:00（土曜深夜） | BS-TBS        | 日本全域   | BS放送                                                     |
| 毎日放送・TBSテレビ・CBCテレビ・BS-TBSでは『アニメイズム』B2枠。 |                              |               |            |                                                            |

| 放送期間                                              | 放送時間                     | 放送局        | 対象地域   | 備考                                                                                              |
| ----------------------------------------------------- | ---------------------------- | ------------- | ---------- | ------------------------------------------------------------------------------------------------- |
| 2017年4月7日 - 6月23日                                | 金曜 22:30 - 23:00           | WOWOWプライム | 日本全域   | 製作局 / BS/CS放送 『アニメプレミア』枠 / リピート放送あり （初回のみ金曜22:00 - 23:00で2話放送） |
| 2017年4月8日 - 7月1日                                 | 土曜 2:25 - 2:55（金曜深夜） | TBSテレビ     | 関東広域圏 |                                                                                                   |
|                                                       | 土曜 2:40 - 3:10（金曜深夜） | 毎日放送      | 近畿広域圏 | 製作局                                                                                            |
| 2017年4月9日 - 7月2日                                 | 日曜 0:30 - 1:00（土曜深夜） | BS-TBS        | 日本全域   | BS放送                                                                                            |
| 毎日放送・TBSテレビ・BS-TBSでは『アニメイズム』B2枠。 |                              |               |            |                                                                                                   |

#### BD
発売・販売元はNBCユニバーサル・エンターテイメント（ジャパン）。地上波・BS放送版では規制されていた一部表現をオリジナルのまま収録した「規制解除版」。なおDVDは発売予定なし。
| 巻 | 発売日         | 収録話          | 規格品番  |
| -- | -------------- | --------------- | --------- |
| 1  | 2016年10月28日 | 第1話 - 第6話   | GNXA-1861 |
| 2  | 2016年12月21日 | 第7話 - 第12話  | GNXA-1862 |
| 3  | 2017年7月21日  | 第13話 - 第18話 | GNXA-1863 |
| 4  | 2017年9月21日  | 第19話 - 第24話 | GNXA-1864 |

#### Webラジオ
『ベルセルクアワー「狭間のラジオ」』のタイトルで、2016年7月21日から2017年6月26日までdアニメストアにて配信された。毎月第4金曜日12時更新。パーソナリティは日笠陽子（ファルネーゼ 役）、行成とあ（キャスカ 役）。
| 日本テレビ 水曜 1:45 - 2:15（火曜深夜）枠                | 日本テレビ 水曜 1:45 - 2:15（火曜深夜）枠                             | 日本テレビ 水曜 1:45 - 2:15（火曜深夜）枠               |
| 前番組                                                   | 番組名                                                                | 次番組                                                  |
| -------------------------------------------------------- | --------------------------------------------------------------------- | ------------------------------------------------------- |
| ジャムパラ                                               | 剣風伝奇ベルセルク （1997年10月 - 1998年4月、 1998年4月 - 9月〈再〉） | 吉本ばかな                                              |
| WOWOWプライム アニメプレミア                             |                                                                       |                                                         |
| 迷家-マヨイガ-                                           | ベルセルク                                                            | 文豪ストレイドッグス (第14話以降）                      |
| 風夏                                                     | ベルセルク（第2期）                                                   | バチカン奇跡調査官                                      |
| 毎日放送 アニメイズム B2                                 |                                                                       |                                                         |
| マギ シンドバッドの冒険 （2016年4月23日 - 7月2日）       | ベルセルク （2016年7月9日 - 9月24日） 【ここまでCBCにもネット】       | 亜人（第2クール） （2016年10月8日 - 12月24日）          |
| 昭和元禄落語心中 -助六再び篇- （2017年1月7日 - 3月25日） | ベルセルク（第2期） （2017年4月8日 - 7月1日）                         | 将国のアルタイル （2017年7月8日 - 12月23日）            |
| 毎日放送 土曜 2:40 - 3:10（金曜深夜）枠                  |                                                                       |                                                         |
| 昭和元禄落語心中 -助六再び篇-                            | ベルセルク（第2期）                                                   | 将国のアルタイル ※2:25 - 2:55地獄少女 宵伽 ※2:55 - 3:25 |

## ゲーム

### コンシューマーゲーム
千年帝国の鷹篇 喪失花の章
1999年12月16日にアスキーから発売されたドリームキャスト用アクションゲーム。開発はユークス。
原作の『断罪篇・生誕祭の章』と『千年帝国の鷹篇・聖魔戦記の章』の間に位置するオリジナルストーリーを展開している。シナリオは原作者である三浦建太郎が担当し、当時連載中だった断罪篇後の展開を原作者自らが明かした。
オープニングテーマは平沢進「FORCES II」、エンディングテーマは平沢進「INDRA」。

千年帝国の鷹篇 聖魔戦記の章
2004年10月7日にサミーから発売されたPlayStation 2用アクションアドベンチャーゲーム。
原作『千年帝国の鷹篇 聖魔戦記の章』にオリジナルシナリオを追加している。通常版と初回限定版「BRANDED BOX 〜烙印の箱〜」がある。発売時にはCEROレーティング18歳以上対象ソフトだったが、2006年の規制強化によるレーティング見直しにより、レーティングは「Z」（18歳未満販売禁止）となった。
主題歌は平沢進「Sign」。

ベルセルク無双
2016年10月27日にコーエーテクモゲームスから発売されたPlayStation 4、PlayStation 3、PlayStation Vita用アクションゲーム。
「無双シリーズ」として製作・リリースされる。

### トレーディングカードゲーム
本作を元にしたカードゲーム。2003年から2004年にかけてコナミから発売された。全4弾。プレイヤーは傭兵隊長として様々なキャラクターを仲間にし、都市に傭兵を差し向け攻略することで都市を占拠し、戦利品や国を得るという内容である。レアカード40種類（パラレル仕様になっているレアカードが同絵柄で40種類）、アンコモンカード60種類、コモンカード60種類の全200種類からなる。

### ソーシャルゲーム
ベルセルク〜快進撃！怒涛の傭兵団〜
2013年にフィールズがGREEで提供しているスマートフォン用のソーシャルゲーム。プレイヤーが傭兵団を結成し、他のプレイヤーと戦うRPG。「鷹の団」と共闘し、最強の傭兵団を目指す。3D化された原作キャラクターや傭兵が登場し、傭兵団の要となる部隊長は、このゲームのために特別に制作されたオリジナルキャラクターである。手に入れた傭兵すべてにシナリオが設定されており、それぞれの傭兵と戦いをともにする中で彼らの成長や傭兵たちの絆の物語を楽しめる。戦闘シーンは原作キャラクターとのバトルが楽しめ、「鷹の団」のメンバーを援護設定することで3Dの「鷹の団」のメンバーが出現し、戦闘を有利に導く。プレイヤー同士が対戦できる「武術演習」は、戦いに勝利し、ポイントを獲得するとランクアップし、ランキング報酬がプレゼントされる。iOS用が8月21日公開、Android用が11月26日公開。2014年6月20日サービス終了。

### 体感型ゲーム
ベルセルク 黄金時代篇 〜グリフィス救出作戦〜
体感型ゲームイベントとして東京ドームシティシアターGロッソで2013年1月12日から20日の間の土日祝日に1日3公演が開催された。映画のストーリーに沿っていて、参加者が鷹の団の団員となり、園内のどこかに囚われたグリフィスを救出すべくさまざまな謎解きゲームをクリアしていくのが目的。クリアするとオリジナルアイテムが貰えた。

## 関連作品

### CD
『BERSERK -Forces-』 平沢進 （コロムビアミュージックエンタテインメント） 1997年11月1日
1. BERSERK-Forces-
2. BERSERK-Forces- （GOD HAND MIX）
3. BERSERK-Forces- （オリジナル・カラオケ）
4. BERSERK-Forces- （TV version）
『剣風伝奇ベルセルク オリジナル・サウンドトラック』 （バップ） 1997年11月6日
| 1. BEHELIT 2. Ghosts 3. Ball 4. Gats 5. Murder 6. Fear | 7. Monster 8. EARTH 9. BERSERK〜Forces〜 (TV Version)/平沢進 10. TELL ME WHY (TV Version)/PENPALS 11. Waiting so long (TV Version)/Silver Fins |

『TELL ME WHY』剣風伝奇ベルセルクオープニングテーマ PENPALS [Maxi] （バップ） 1997年11月6日
1. テル・ミー・ホワイ
2. アンダーグラウンド
3. ネヴァーマインド
4. スーパー・パワー
『ベルセルク千年帝国の鷹篇 喪失花の章 オリジナルゲーム・サウンドトラック』（マリン・エンタテインメント） 1999年12月15日
平沢進によるセルフライナーノーツが掲載されている。
| 1. FORCES II 2. ニコ 3. 血の執着 4. イントロダクション 5. シスターの語り 6. 城へ 7. バルザック | 8. アネットのテーマ 9. ZODDO II 10. パラサイト 11. 大樹 12. 使徒 13. INDRA |

『ベルセルク千年帝国の鷹篇 聖魔戦記の章 オリジナル・サウンドトラック』 （バップ） 2005年1月4日
| 1. Sign 2. All beginnings 3. Theme 4. Riot 5. Cold Snow 6. Beast 7. Hawk Soldiers 8. Funny March 9. Dusky Battlefield 10. Spiritual Woods 11. The Frightened Village | 12. Great Numbers Attack 13. Stormy Area 14. Brute Den 15. Unidentified Enemy 16. The Nightmare 17. Sad Flame 18. Samurai 19. Enmity By Apostles 20. Absolute 21. Martial Law 22. Sign-2 |

『Aria』 平沢進 （テスラカイト） 2012年2月4日
1. Aria
2. Aria（カラオケ）
『breakthrough/Let's Say I Do』 川畑要 （DefSTAR RECORDS） 2013年1月30日
1. breakthrough
2. Let's Say I Do
3. 白い恋人達
『映画「ベルセルク 黄金時代篇Ⅰ 覇王の卵」オリジナル・サウンドトラック』 （バップ） 2012年2月1日
| 1. The Wrath Of God (part II) 2. Et Voici Guts! 3. Griffith’s Dream 4. Des Cambrioleurs!? 5. Semper Invicta 6. Des Liens Solides 7. New Horizons 8. Obscurite des Victimes 9. La Bete Immense (part I) 10. Voix du Diable | 11. La Bete Immense (part II) 12. The Sound of Tortured Souls 13. Pour L’Eternite (part II) 14. L’Amour Impitoyable 15. Jeux de Nobles 16. L’Amour Impitoyable (piano solo) 17. Blood and Guts 18. Avant la Tempete 19. Blood and Guts (closing credits) 20. Pour L’Eternite (part I) (Bonus Track) |

『映画「ベルセルク 黄金時代篇II ドルドレイ攻略」オリジナル・サウンドトラック』 （バップ） 2012年6月20日
| 1. After the Battle 2. Et Voici Guts -opus 02 3. Son Cauchemar 4. Blood and Guts -passionate 5. La Bataille pour Doldrey 6. More Death and Silence 7. Boscorn 8. Tout pour la Victoire! 9. Griffith’s Dream =Doldrey mix= 10. My Brother 11. Hundred Years War | 12. Flute Silencieuse 01 13. Le Retour Triomphal 14. e Bal du Royaume ‘Midland’ 15. Flute Silencieuse 02 16. Rituel de Separation 17. L’Amour Impitoyable -version guitare 18. Suite:Larmes de Tristesse〜No7 d’ Essai sur le doigte du violoncelle 19. Eschatologie 20. Suite ‘Blood and Guts’ -closing credits 21. Le Debut d’la Fin (post script tracks) 22. es Liens Solides -version guitare (post script tracks) |

『映画「ベルセルク 黄金時代篇III 降臨」オリジナル・サウンドトラック』 （バップ） 2013年1月30日
| 1. L’Avenement_01 (Piano ’Peche originel’) 2. L’Avenement_02 (Flute ancienne) 3. L’Avenement_03 (Citation de Haendel ’Trio F-Dur II’) 4. L’Avenement_04 (Totenkopf) 5. L’Avenement_05 (Violoncelle ’Soulagement’) 6. L’Avenement_06 (Guitares ’1135’) 7. L’Avenement_07 (Citation de Locke ’Ayre’) 8. L’Avenement_08 (Theme d’orchestre) 9. L’Avenement_09 (Cauchemar d’orchestre) 10. L’Avenement_10 (Orchestre ’Soulagement’) 11. L’Avenement_11 (Bruit de pierre) | 12. L’Avenement_12 (Piano ’Dignite’) 13. L’Avenement_13 (Chambre ’1147’) 14. L’Avenement_14 (Orchestre ’1123_noir’) 15. L’Avenement_15 (Citation de Beethoven ’Sonate pour piano n°23’) 16. L’Avenement_16 (Orchestre ’Darkness comes to us all’) 17. L’Avenement_17 (Guitare ’1123’) 18. L’Avenement_18 (Chant) 19. L’Avenement_Closing Credits 20. Eschatologie II (piano) (bonus tracks) 21. Sang et... (piano) (bonus tracks) |

『Ash Crow - 平沢進 ベルセルク サウンドトラック集』 （ケイオスユニオン/TESLAKITE） 2016年9月14日
| 1. 灰よ （TVアニメ2劇中歌1） 2. BERSERK-Forces 2016 （TVアニメ1劇中歌リアレンジ・バージョン） 3. Aria （劇場版主題曲） 4. FORCES II （DC版ゲーム主題歌OP曲） 5. ZODDO II （DC版ゲーム サウンドトラックより） 6. 冠毛種子の大群 (Large Chamber ver.) ※ 劇場版テレビ特別番組「堕ちた鷹」EDリアレンジ・バージョン | 7. INDRA 2016 （DC版ゲーム主題歌ED曲リアレンジ・バージョン） 8. Ash Crow （TVアニメ2劇中歌2） 9. Sign （PS2版ゲーム主題歌） 10. Sign-3 （PS2版ゲーム主題歌リアレンジ・バージョン） 11. Aria （カラオケ） 12. 灰よ（カラオケ） 13. Ash Crow （カラオケ） |

### 遊技機
- CR新世紀ぱちんこベルセルク（2013年、オッケー.）
- パチスロ ベルセルク（2015年、七匠）